# Eredivisie 2017-18
La Eredivisie 2017-18 fue la sexagésima segunda edición de la Eredivisie, la Primera División de fútbol de los Países Bajos. El Feyenoord fue el defensor del título.

## Ascensos y descensos
| Pos. | Descendidos de la Eredivisie 2016-17 |
| ---- | ------------------------------------ |
| 16º  | NEC Nijmegen                         |
| 18.º | Go Ahead Eagles                      |

| Pos. | Ascendidos de la Eerste Divisie 2016-17 |
| ---- | --------------------------------------- |
| 1.º  | VVV-Venlo                               |
| 5.º  | NAC Breda                               |

## Equipos participantes
| Club                | Ciudad     | Entrenador               | Estadio                      | Capacidad |
| ------------------- | ---------- | ------------------------ | ---------------------------- | --------- |
| ADO Den Haag        | La Haya    | Alfons Groenendijk       | Cars Jeans Stadion           | 15.000    |
| Ajax Ámsterdam      | Ámsterdam  | Marcel Keizer            | Amsterdam ArenA              | 53.052    |
| AZ Alkmaar          | Alkmaar    | John van den Brom        | AFAS Stadion                 | 17.023    |
| Excelsior           | Róterdam   | Mitchell van der Graag   | Van Donge & De Roo Stadion   | 3.785     |
| Feyenoord Rotterdam | Róterdam   | Giovanni van Bronckhorst | Stadion Feijenoord - De Kuip | 51.137    |
| Groningen           | Groninga   | Ernest Faber             | Noordlease Stadion           | 22.550    |
| Heerenveen          | Heerenveen | Jurgen Streppel          | Abe Lenstra Stadion          | 26.100    |
| Heracles Almelo     | Almelo     | John Stegeman            | Polman Stadion               | 12.400    |
| NAC Breda           | Breda      | Stijn Vreven             | Rat Verlegh Stadion          | 19.000    |
| PEC Zwolle          | Zwolle     | John van 't Schip        | MAC³PARK Stadion             | 12.500    |
| PSV Eindhoven       | Eindhoven  | Phillip Cocu             | Philips Stadion              | 36.000    |
| Roda JC             | Kerkrade   | Robert Molenaar          | Parkstad Limburg Stadion     | 19.979    |
| Sparta Rotterdam    | Róterdam   | Alex Pastoor             | Sparta Stadion - Het Kasteel | 11.026    |
| Twente              | Enschede   | Gertjan Verbeek          | De Grolsch Veste             | 30.205    |
| Utrecht             | Utrecht    | Erik ten Hag             | Stadion Galgenwaard          | 23.750    |
| Vitesse             | Arnhem     | Henk Fraser              | GelreDome                    | 25.000    |
| VVV-Venlo           | Venlo      | Maurice Steijn           | Seacon Stadion - De Koel     | 8.000     |
| Willem II           | Tilburgo   | Erwin van de Looi        | Koning Willem II Stadion     | 14.637    |

### Cambio de entrenadores
| Equipo           | Técnico saliente | Motivo de la salida                 | Fecha de salida         | Posición en la tabla | Reemplazado por             | Fecha de la contratación |
| ---------------- | ---------------- | ----------------------------------- | ----------------------- | -------------------- | --------------------------- | ------------------------ |
| PEC Zwolle       | Ron Jans         | Fin del contrato                    | 1 de julio de 2017      | Pretemporada         | John van 't Schip           | 1 de julio de 2017       |
| Roda JC          | Rick Plum        | Fin del interinato                  | 1 de julio de 2017      | Pretemporada         | Robert Molenaar             | 1 de julio de 2017       |
| Ajax             | Peter Bosz       | Contratado por el Borussia Dortmund | 1 de julio de 2017      | Pretemporada         | Marcel Keizer               | 1 de julio de 2017       |
| Twente           | René Hake        | Despedido                           | 18 de octubre de 2017   | 15.va                | Gertjan Verbeek             | 30 de octubre de 2017    |
| Sparta Rotterdam | Alex Pastoor     | Despedido                           | 17 de diciembre de 2017 | 17.ma                | Dick Advocaat               | 25 de diciembre de 2017  |
| Ajax             | Marcel Keizer    | Despedido                           | 21 de diciembre de 2017 | 2.do                 | Michael Reiziger (interino) | 21 de diciembre de 2017  |

## Clasificación
|                 |     | Equipo               | PJ | PG | PE | PP | GF | GC | DG  | PTS |
| --------------- | --- | -------------------- | -- | -- | -- | -- | -- | -- | --- | --- |
|                 | 1.  | PSV Eindhoven (C)    | 34 | 26 | 5  | 3  | 87 | 39 | +48 | 83  |
|                 | 2.  | Ajax                 | 34 | 25 | 4  | 5  | 89 | 33 | +56 | 79  |
| Clasifica a UEL | 3.  | AZ Alkmaar           | 34 | 22 | 5  | 7  | 72 | 38 | +34 | 71  |
| Clasifica a UEL | 4.  | Feyenoord (CC)       | 34 | 20 | 6  | 8  | 76 | 39 | +37 | 66  |
|                 | 5.  | Utrecht              | 34 | 14 | 12 | 8  | 58 | 53 | +5  | 54  |
|                 | 6.  | Vitesse (G)          | 34 | 13 | 10 | 11 | 63 | 47 | +16 | 49  |
|                 | 7.  | ADO Den Haag         | 34 | 13 | 8  | 13 | 45 | 53 | -8  | 47  |
|                 | 8.  | Heerenveen           | 34 | 12 | 10 | 12 | 48 | 53 | -5  | 46  |
|                 | 9.  | PEC Zwolle           | 34 | 12 | 8  | 14 | 42 | 54 | -12 | 44  |
|                 | 10. | Heracles Almelo      | 34 | 11 | 9  | 14 | 50 | 64 | -14 | 42  |
|                 | 11. | Excelsior            | 34 | 11 | 7  | 16 | 41 | 56 | -15 | 40  |
|                 | 12. | Groningen            | 34 | 8  | 14 | 12 | 50 | 50 | 0   | 38  |
|                 | 13. | Willem II            | 34 | 10 | 7  | 17 | 50 | 63 | -13 | 37  |
|                 | 14. | NAC Breda            | 34 | 9  | 7  | 18 | 41 | 57 | -16 | 34  |
|                 | 15. | VVV-Venlo            | 34 | 7  | 13 | 14 | 35 | 54 | -19 | 34  |
|                 | 16. | Roda JC (D)          | 34 | 8  | 6  | 20 | 42 | 69 | -27 | 30  |
|                 | 17. | Sparta Rotterdam (D) | 34 | 7  | 6  | 21 | 34 | 75 | -41 | 27  |
|                 | 18. | Twente (D)           | 34 | 5  | 9  | 20 | 37 | 63 | -26 | 24  |

 PJ = Partidos jugados; PG = Partidos ganados; PE = Partidos empatados; PP = Partidos perdidos;
GF = Goles anotados; GC = Goles recibidos; Dif = Diferencia de gol; Pts = Puntos

Fuente: soccerway.com
Nota:
- El Twente está excluido de cualquier participación en copas europeas debido al descenso administrativo que le impuso la KNVB en la temporada 2015-16 por mala administración, pero que por apelación logró recuperar su puesto en la división máxima neerlandesa, aunque su licencia europea se ha visto afectada hasta 2018-19.[11]

| Leyenda | |
|         | Clasificado para la Cuarta ronda previa (play-off) de la Liga de Campeones 2018-19.                  |
|         | Clasificado para la Segunda ronda previa de la Liga de Campeones 2018-19.                            |
|         | Clasificado para la Tercera ronda previa de la Liga Europea 2018-19 por ganar la KNVB Beker 2017-18. |
|         | Clasificado para la Segunda ronda previa de la Liga Europea 2018-19.                                 |
|         | Play-offs para ingresar a la Segunda ronda previa de la Liga Europea 2018-19.                        |
|         | Play-offs de descenso.                                                                               |
|         | Descendido a la Eerste Divisie 2018-19.                                                              |

| (C) Campeón                                         |
| (CC) Campeón de la Copa de los Países Bajos 2017-18 |
| (D) Descendido                                      |
| (G) Ganador de los play-offs                        |

## Evolución de las posiciones
| Equipo ╲ Jornada | 1             | 2  | 3  | 4  | 5  | 6  | 7  | 8  | 9  | 10 | 11 | 12 | 13 | 14 | 15 | 16 | 17 | 18 | 19 | 20 | 21 | 22 | 23 | 24 | 25 | 26 | 27 | 28 | 29 | 30 | 31 | 32 | 33 | 34 |   |
| ---------------- | ------------- | -- | -- | -- | -- | -- | -- | -- | -- | -- | -- | -- | -- | -- | -- | -- | -- | -- | -- | -- | -- | -- | -- | -- | -- | -- | -- | -- | -- | -- | -- | -- | -- | -- | - |
| Equipo ╲ Jornada | PSV Eindhoven | 5  | 3  | 2  | 5  | 3  | 1  | 1  | 1  | 1  | 1  | 1  | 1  | 1  | 1  | 1  | 1  | 1  | 1  | 1  | 1  | 1  | 1  | 1  | 1  | 1  | 1  | 1  | 1  | 1  | 1  | 1  | 1  | 1  | 1 |
| Ajax             | 12            | 8  | 6  | 3  | 6  | 7  | 6  | 2  | 2  | 2  | 2  | 2  | 2  | 3  | 3  | 2  | 2  | 2  | 2  | 2  | 2  | 2  | 2  | 2  | 2  | 2  | 2  | 2  | 2  | 2  | 2  | 2  | 2  | 2  |   |
| AZ Alkmaar       | 11            | 9  | 7  | 6  | 2  | 5  | 8  | 7  | 6  | 4  | 4  | 3  | 3  | 2  | 2  | 3  | 3  | 3  | 3  | 3  | 3  | 3  | 3  | 3  | 3  | 3  | 3  | 3  | 3  | 3  | 3  | 3  | 3  | 3  |   |
| Feyenoord        | 7             | 5  | 1  | 1  | 1  | 4  | 2  | 3  | 5  | 6  | 6  | 7  | 7  | 5  | 5  | 6  | 5  | 4  | 5  | 4  | 4  | 4  | 4  | 4  | 5  | 5  | 5  | 4  | 4  | 4  | 4  | 4  | 4  | 4  |   |
| Utrecht          | 2             | 2  | 5  | 4  | 8  | 9  | 10 | 8  | 9  | 8  | 8  | 5  | 5  | 6  | 7  | 5  | 6  | 6  | 6  | 7  | 7  | 6  | 6  | 5  | 4  | 4  | 4  | 5  | 5  | 5  | 5  | 5  | 5  | 5  |   |
| Vitesse          | 1             | 1  | 4  | 2  | 5  | 3  | 3  | 4  | 3  | 5  | 5  | 6  | 6  | 7  | 6  | 7  | 7  | 7  | 7  | 6  | 6  | 7  | 7  | 7  | 7  | 6  | 6  | 6  | 7  | 7  | 6  | 7  | 6  | 6  |   |
| ADO Den Haag     | 17            | 17 | 17 | 14 | 14 | 14 | 9  | 11 | 8  | 10 | 11 | 9  | 11 | 11 | 8  | 8  | 9  | 8  | 8  | 9  | 10 | 8  | 8  | 8  | 8  | 8  | 8  | 8  | 9  | 9  | 9  | 9  | 9  | 7  |   |
| Heerenveen       | 10            | 11 | 9  | 7  | 4  | 2  | 5  | 6  | 7  | 9  | 10 | 8  | 9  | 8  | 9  | 10 | 8  | 9  | 9  | 8  | 8  | 9  | 9  | 9  | 9  | 9  | 11 | 10 | 8  | 8  | 8  | 6  | 7  | 8  |   |
| PEC Zwolle       | 4             | 6  | 3  | 9  | 7  | 6  | 4  | 5  | 4  | 3  | 3  | 4  | 4  | 4  | 4  | 4  | 4  | 5  | 4  | 5  | 5  | 5  | 5  | 6  | 6  | 7  | 7  | 7  | 6  | 6  | 7  | 8  | 8  | 9  |   |
| Heracles Almelo  | 8             | 7  | 10 | 11 | 11 | 10 | 12 | 13 | 14 | 11 | 9  | 11 | 8  | 9  | 10 | 9  | 10 | 11 | 12 | 12 | 12 | 12 | 11 | 12 | 12 | 11 | 9  | 9  | 10 | 11 | 11 | 11 | 11 | 10 |   |
| Excelsior        | 6             | 10 | 11 | 13 | 13 | 12 | 13 | 10 | 11 | 7  | 7  | 10 | 10 | 10 | 11 | 12 | 11 | 12 | 10 | 11 | 11 | 11 | 12 | 11 | 10 | 12 | 10 | 11 | 11 | 10 | 10 | 10 | 10 | 11 |   |
| Groningen        | 9             | 12 | 12 | 10 | 10 | 11 | 11 | 12 | 13 | 14 | 15 | 13 | 13 | 12 | 12 | 11 | 13 | 13 | 13 | 13 | 13 | 13 | 13 | 13 | 13 | 13 | 13 | 13 | 14 | 13 | 13 | 12 | 12 | 12 |   |
| Willem II        | 14            | 15 | 18 | 18 | 17 | 17 | 18 | 17 | 15 | 16 | 17 | 15 | 15 | 14 | 14 | 14 | 14 | 14 | 14 | 14 | 14 | 14 | 14 | 14 | 14 | 15 | 15 | 14 | 13 | 14 | 14 | 14 | 13 | 13 |   |
| NAC Breda        | 16            | 18 | 14 | 15 | 15 | 13 | 14 | 14 | 16 | 17 | 16 | 17 | 17 | 15 | 15 | 16 | 16 | 15 | 16 | 16 | 16 | 15 | 15 | 15 | 15 | 14 | 14 | 15 | 15 | 15 | 15 | 15 | 15 | 14 |   |
| VVV-Venlo        | 3             | 4  | 8  | 8  | 9  | 8  | 7  | 9  | 10 | 12 | 12 | 12 | 12 | 13 | 13 | 13 | 12 | 10 | 11 | 10 | 9  | 10 | 10 | 10 | 11 | 10 | 12 | 12 | 12 | 12 | 12 | 13 | 14 | 15 |   |
| Roda JC          | 15            | 16 | 16 | 17 | 18 | 18 | 17 | 16 | 18 | 18 | 18 | 18 | 18 | 18 | 17 | 18 | 17 | 17 | 17 | 17 | 17 | 17 | 16 | 17 | 17 | 18 | 18 | 17 | 16 | 16 | 16 | 16 | 16 | 16 |   |
| Sparta Rotterdam | 18            | 13 | 13 | 12 | 12 | 15 | 16 | 18 | 17 | 15 | 13 | 14 | 14 | 16 | 16 | 17 | 18 | 18 | 18 | 18 | 18 | 18 | 18 | 18 | 18 | 17 | 16 | 16 | 17 | 17 | 17 | 17 | 17 | 17 |   |
| Twente           | 13            | 14 | 15 | 16 | 16 | 16 | 15 | 15 | 12 | 13 | 14 | 16 | 16 | 17 | 18 | 15 | 15 | 16 | 15 | 15 | 15 | 16 | 17 | 16 | 16 | 16 | 17 | 18 | 18 | 18 | 18 | 18 | 18 | 18 |   |

## Tabla de resultados cruzados
Victoria local 
 Empate 
 Victoria visitante 
| Local(↓)/Visitante(→) | ADO | AJA | AZ  | EXC | FEY | GRO | HEE | HER | NAC | PEC | PSV | RJC | SPA | TWE | UTR | VIT | VVV | WIL |
| --------------------- | --- | --- | --- | --- | --- | --- | --- | --- | --- | --- | --- | --- | --- | --- | --- | --- | --- | --- |
| ADO Den Haag          |     | 1–1 | 0–3 | 1–2 | 2–2 | 0–3 | 1–2 | 4–1 | 0–2 | 4–0 | 3–3 | 3–2 | 1–0 | 2–1 | 0–3 | 1–0 | 1–1 | 2–1 |
| Ajax                  | 0–0 |     | 3–0 | 3–1 | 2–0 | 3–1 | 4–1 | 1–0 | 3–1 | 3–0 | 3–0 | 5–1 | 4–0 | 2–1 | 1–2 | 1–2 | 4–1 | 3–1 |
| AZ Alkmaar            | 2–0 | 1–2 |     | 0–2 | 0–4 | 3–2 | 3–1 | 5–0 | 2–1 | 6–0 | 2–3 | 2–2 | 2–1 | 2–0 | 3–0 | 4–3 | 0–0 | 3–2 |
| Excelsior             | 1–2 | 1–2 | 1–2 |     | 0–1 | 2–0 | 1–2 | 2–2 | 0–0 | 1–2 | 1–2 | 1–0 | 1–1 | 0–0 | 2–2 | 0–3 | 0–2 | 2–1 |
| Feyenoord             | 3–1 | 1–4 | 2–1 | 5–0 |     | 3–0 | 1–1 | 1–0 | 0–2 | 0–0 | 1–3 | 5–1 | 3–1 | 2–1 | 3–1 | 1–0 | 1–1 | 5–0 |
| Groningen             | 0–0 | 1–2 | 1–1 | 4–0 | 0–2 |     | 3–3 | 3–3 | 1–1 | 2–0 | 3–3 | 2–1 | 4–0 | 1–0 | 2–1 | 4–2 | 1–1 | 0–1 |
| Heerenveen            | 2–0 | 0–4 | 1–2 | 0–1 | 2–3 | 1–1 |     | 1–1 | 1–0 | 1–2 | 2–0 | 1–1 | 2–1 | 1–0 | 2–2 | 0–4 | 2–2 | 2–0 |
| Heracles Almelo       | 1–1 | 2–1 | 0–3 | 2–2 | 2–4 | 2–1 | 1–2 |     | 2–1 | 2–1 | 1–2 | 2–1 | 3–2 | 2–1 | 2–2 | 1–1 | 3–0 | 1–0 |
| NAC Breda             | 0–1 | 0–8 | 1–3 | 3–1 | 2–1 | 2–1 | 3–0 | 6–1 |     | 0–2 | 1–4 | 0–1 | 2–2 | 1–2 | 3–1 | 1–0 | 0–1 | 1–2 |
| PEC Zwolle            | 2–0 | 0–1 | 1–1 | 1–1 | 3–4 | 3–2 | 3–2 | 2–1 | 1–0 |     | 0–1 | 4–2 | 2–0 | 2–0 | 1–1 | 1–2 | 1–1 | 0–1 |
| PSV Eindhoven         | 3–0 | 3–0 | 3–2 | 1–0 | 1–0 | 0–0 | 2–2 | 3–0 | 5–1 | 4–0 |     | 2–0 | 1–0 | 4–3 | 3–0 | 2–1 | 3–0 | 4–0 |
| Roda JC               | 2–3 | 2–4 | 0–1 | 2–1 | 1–1 | 2–2 | 2–1 | 0–3 | 1–0 | 3–2 | 2–2 |     | 0–2 | 1–1 | 1–4 | 1–3 | 0–1 | 1–3 |
| Sparta Rotterdam      | 2–1 | 2–5 | 0–2 | 2–3 | 0–7 | 2–1 | 0–0 | 2–5 | 2–1 | 1–1 | 1–2 | 1–2 |     | 1–0 | 1–3 | 0–1 | 3–2 | 1–0 |
| Twente                | 2–3 | 3–3 | 0–4 | 1–3 | 1–3 | 1–1 | 0–4 | 2–1 | 1–1 | 2–0 | 0–2 | 3–0 | 1–1 |     | 4–0 | 1–1 | 1–2 | 2–2 |
| Utrecht               | 3–3 | 0–0 | 1–1 | 3–1 | 1–1 | 1–1 | 3–1 | 1–1 | 2–2 | 2–1 | 1–7 | 2–0 | 1–0 | 3–1 |     | 5–1 | 1–0 | 2–0 |
| Vitesse               | 2–0 | 3–2 | 1–2 | 1–2 | 3–1 | 2–0 | 1–1 | 0–0 | 4–1 | 0–0 | 2–4 | 0–3 | 7–0 | 5–0 | 1–1 |     | 1–1 | 2–2 |
| VVV-Venlo             | 0–2 | 0–2 | 0–2 | 2–3 | 1–0 | 1–1 | 0–2 | 3–1 | 0–0 | 1–1 | 2–5 | 1–4 | 3–0 | 0–0 | 0–1 | 2–2 |     | 3–3 |
| Willem II             | 1–2 | 1–3 | 0–2 | 1–2 | 1–5 | 1–1 | 1–2 | 3–1 | 1–1 | 2–3 | 5–0 | 1–0 | 2–2 | 3–1 | 3–2 | 2–2 | 3–0 |     |

Nota: resultados según equipo local.

## Resultados
- Los horarios corresponden al huso horario de los Países Bajos (Hora central europea): UTC+1 en horario estándar y UTC+2 en horario de verano

### Primera vuelta
| Fecha 1         | Fecha 1                                                       | Fecha 1          | Fecha 1                      | Fecha 1      | Fecha 1 |
| Local           | Resultado                                                     | Visitante        | Estadio                      | Fecha        | Hora    |
| --------------- | ------------------------------------------------------------- | ---------------- | ---------------------------- | ------------ | ------- |
| ADO Den Haag    | 0 – 3 Archivado el 1 de diciembre de 2017 en Wayback Machine. | Utrecht          | Kyocera Stadion              | 11 de agosto | 19:00   |
| PSV Eindhoven   | 3 – 2 Archivado el 1 de diciembre de 2017 en Wayback Machine. | AZ Alkmaar       | Philips Stadion              | 12 de agosto | 18:30   |
| VVV-Venlo       | 3 – 0 Archivado el 1 de diciembre de 2017 en Wayback Machine. | Sparta Rotterdam | Seacon Stadion - De Koel     | 12 de agosto | 18:30   |
| Vitesse         | 4 – 1 Archivado el 1 de diciembre de 2017 en Wayback Machine. | NAC Breda        | GelreDome                    | 12 de agosto | 20:45   |
| Heracles Almelo | 2 – 1 Archivado el 1 de diciembre de 2017 en Wayback Machine. | Ajax             | Polman Stadion               | 12 de agosto | 20:45   |
| PEC Zwolle      | 4 – 2 Archivado el 1 de diciembre de 2017 en Wayback Machine. | Roda JC          | MAC³PARK Stadion             | 13 de agosto | 12:30   |
| Feyenoord       | 2 – 1 Archivado el 1 de diciembre de 2017 en Wayback Machine. | Twente           | Stadion Feijenoord - De Kuip | 13 de agosto | 14:30   |
| Willem II       | 1 – 2 Archivado el 1 de diciembre de 2017 en Wayback Machine. | Excelsior        | Koning Willem II Stadion     | 13 de agosto | 14:30   |
| Groningen       | 3 – 3 Archivado el 1 de diciembre de 2017 en Wayback Machine. | Heerenveen       | Noordlease Stadion           | 13 de agosto | 16:45   |

| Fecha 2          | Fecha 2                                                       | Fecha 2         | Fecha 2                      | Fecha 2      | Fecha 2 |
| Local            | Resultado                                                     | Visitante       | Estadio                      | Fecha        | Hora    |
| ---------------- | ------------------------------------------------------------- | --------------- | ---------------------------- | ------------ | ------- |
| Roda JC          | 1 – 3 Archivado el 1 de diciembre de 2017 en Wayback Machine. | Vitesse         | Parkstad Limburg Stadion     | 18 de agosto | 20:00   |
| Twente           | 1 – 2 Archivado el 1 de diciembre de 2017 en Wayback Machine. | VVV-Venlo       | De Grolsch Veste             | 19 de agosto | 18:30   |
| AZ Alkmaar       | 2 – 0 Archivado el 1 de diciembre de 2017 en Wayback Machine. | ADO Den Haag    | AFAS Stadion                 | 19 de agosto | 19:45   |
| Heerenveen       | 1 – 1 Archivado el 1 de diciembre de 2017 en Wayback Machine. | Heracles Almelo | Abe Lenstra Stadion          | 19 de agosto | 20:45   |
| Excelsior        | 0 – 1 Archivado el 1 de diciembre de 2017 en Wayback Machine. | Feyenoord       | Van Donge & De Roo Stadion   | 20 de agosto | 12:30   |
| Ajax             | 3 – 1 Archivado el 1 de diciembre de 2017 en Wayback Machine. | Groningen       | Amsterdam ArenA              | 20 de agosto | 14:30   |
| Utrecht          | 2 – 0 Archivado el 1 de diciembre de 2017 en Wayback Machine. | Willem II       | Stadion Galgenwaard          | 20 de agosto | 14:30   |
| NAC Breda        | 1 – 4 Archivado el 1 de diciembre de 2017 en Wayback Machine. | PSV Eindhoven   | Rat Verlegh Stadion          | 20 de agosto | 16:45   |
| Sparta Rotterdam | 1 – 1 Archivado el 1 de diciembre de 2017 en Wayback Machine. | PEC Zwolle      | Sparta Stadion - Het Kasteel | 20 de agosto | 16:45   |

| Fecha 3         | Fecha 3                                                       | Fecha 3          | Fecha 3                      | Fecha 3      | Fecha 3 |
| Local           | Resultado                                                     | Visitante        | Estadio                      | Fecha        | Hora    |
| --------------- | ------------------------------------------------------------- | ---------------- | ---------------------------- | ------------ | ------- |
| NAC Breda       | 2 – 2 Archivado el 1 de diciembre de 2017 en Wayback Machine. | Sparta Rotterdam | Rat Verlegh Stadion          | 25 de agosto | 20:00   |
| Vitesse         | 1 – 2 Archivado el 1 de diciembre de 2017 en Wayback Machine. | AZ Alkmaar       | GelreDome                    | 26 de agosto | 18:30   |
| ADO Den Haag    | 1 – 2 Archivado el 1 de diciembre de 2017 en Wayback Machine. | Heerenveen       | Kyocera Stadion              | 26 de agosto | 19:45   |
| PEC Zwolle      | 2 – 0 Archivado el 1 de diciembre de 2017 en Wayback Machine. | Twente           | MAC³PARK Stadion             | 26 de agosto | 19:45   |
| Heracles Almelo | 2 – 2 Archivado el 1 de diciembre de 2017 en Wayback Machine. | Excelsior        | Polman Stadion               | 26 de agosto | 20:45   |
| Feyenoord       | 5 – 0 Archivado el 1 de diciembre de 2017 en Wayback Machine. | Willem II        | Stadion Feijenoord - De Kuip | 27 de agosto | 12:30   |
| VVV-Venlo       | 0 – 2 Archivado el 1 de diciembre de 2017 en Wayback Machine. | Ajax             | Seacon Stadion - De Koel     | 27 de agosto | 14:30   |
| Groningen       | 2 – 1 Archivado el 1 de diciembre de 2017 en Wayback Machine. | Utrecht          | Noordlease Stadion           | 27 de agosto | 16:45   |
| PSV Eindhoven   | 2 – 0 Archivado el 1 de diciembre de 2017 en Wayback Machine. | Roda JC          | Philips Stadion              | 27 de agosto | 16:45   |

| Fecha 4          | Fecha 4                                                       | Fecha 4       | Fecha 4                      | Fecha 4          | Fecha 4 |
| Local            | Resultado                                                     | Visitante     | Estadio                      | Fecha            | Hora    |
| ---------------- | ------------------------------------------------------------- | ------------- | ---------------------------- | ---------------- | ------- |
| Willem II        | 1 – 2 Archivado el 1 de diciembre de 2017 en Wayback Machine. | ADO Den Haag  | Koning Willem II Stadion     | 9 de septiembre  | 18:30   |
| Heracles Almelo  | 2 – 4 Archivado el 1 de diciembre de 2017 en Wayback Machine. | Feyenoord     | Polman Stadion               | 9 de septiembre  | 18:30   |
| Ajax             | 3 – 0 Archivado el 1 de diciembre de 2017 en Wayback Machine. | PEC Zwolle    | Amsterdam ArenA              | 9 de septiembre  | 20:45   |
| Excelsior        | 0 – 3 Archivado el 1 de diciembre de 2017 en Wayback Machine. | Vitesse       | Van Donge & De Roo Stadion   | 9 de septiembre  | 20:45   |
| Heerenveen       | 2 – 0 Archivado el 1 de diciembre de 2017 en Wayback Machine. | PSV Eindhoven | Abe Lenstra Stadion          | 10 de septiembre | 12:30   |
| AZ Alkmaar       | 2 – 1 Archivado el 1 de diciembre de 2017 en Wayback Machine. | NAC Breda     | AFAS Stadion                 | 10 de septiembre | 14:30   |
| Sparta Rotterdam | 1 – 0 Archivado el 1 de diciembre de 2017 en Wayback Machine. | Twente        | Sparta Stadion - Het Kasteel | 10 de septiembre | 14:30   |
| Utrecht          | 2 – 0 Archivado el 1 de diciembre de 2017 en Wayback Machine. | Roda JC       | Stadion Galgenwaard          | 10 de septiembre | 14:30   |
| Groningen        | 1 – 1 Archivado el 1 de diciembre de 2017 en Wayback Machine. | VVV-Venlo     | Noordlease Stadion           | 10 de septiembre | 16:45   |

| Fecha 5          | Fecha 5                                                       | Fecha 5         | Fecha 5                      | Fecha 5          | Fecha 5 |
| Local            | Resultado                                                     | Visitante       | Estadio                      | Fecha            | Hora    |
| ---------------- | ------------------------------------------------------------- | --------------- | ---------------------------- | ---------------- | ------- |
| Sparta Rotterdam | 0 – 2 Archivado el 1 de diciembre de 2017 en Wayback Machine. | AZ Alkmaar      | Sparta Stadion - Het Kasteel | 15 de septiembre | 20:00   |
| Excelsior        | 1 – 2 Archivado el 1 de diciembre de 2017 en Wayback Machine. | Heerenveen      | Van Donge & De Roo Stadion   | 16 de septiembre | 18:30   |
| Roda JC          | 1 – 3 Archivado el 1 de diciembre de 2017 en Wayback Machine. | Willem II       | Parkstad Limburg Stadion     | 16 de septiembre | 19:45   |
| NAC Breda        | 2 – 1 Archivado el 1 de diciembre de 2017 en Wayback Machine. | Groningen       | Rat Verlegh Stadion          | 16 de septiembre | 19:45   |
| PEC Zwolle       | 2 – 1 Archivado el 1 de diciembre de 2017 en Wayback Machine. | Heracles Almelo | MAC³PARK Stadion             | 16 de septiembre | 20:45   |
| ADO Den Haag     | 1 – 1 Archivado el 1 de diciembre de 2017 en Wayback Machine. | Ajax            | Cars Jeans Stadion           | 17 de septiembre | 14:30   |
| Twente           | 4 – 0 Archivado el 1 de diciembre de 2017 en Wayback Machine. | Utrecht         | De Grolsch Veste             | 17 de septiembre | 14:30   |
| Vitesse          | 1 – 1 Archivado el 1 de diciembre de 2017 en Wayback Machine. | VVV-Venlo       | GelreDome                    | 17 de septiembre | 16:45   |
| PSV Eindhoven    | 1 – 0 Archivado el 1 de diciembre de 2017 en Wayback Machine. | Feyenoord       | Philips Stadion              | 17 de septiembre | 16:45   |

| Fecha 6         | Fecha 6                                                        | Fecha 6          | Fecha 6                      | Fecha 6          | Fecha 6 |
| Local           | Resultado                                                      | Visitante        | Estadio                      | Fecha            | Hora    |
| --------------- | -------------------------------------------------------------- | ---------------- | ---------------------------- | ---------------- | ------- |
| Willem II       | 1 – 2 Archivado el 1 de diciembre de 2017 en Wayback Machine.  | Heerenveen       | Koning Willem II Stadion     | 23 de septiembre | 18:30   |
| Feyenoord       | 0 – 2 Archivado el 1 de diciembre de 2017 en Wayback Machine.  | NAC Breda        | Stadion Feijenoord - De Kuip | 23 de septiembre | 19:45   |
| Heracles Almelo | 2 – 1 Archivado el 1 de diciembre de 2017 en Wayback Machine.  | Roda JC          | Polman Stadion               | 23 de septiembre | 19:45   |
| ADO Den Haag    | 1 – 0 Archivado el 1 de diciembre de 2017 en Wayback Machine.  | Sparta Rotterdam | Cars Jeans Stadion           | 23 de septiembre | 20:45   |
| Utrecht         | 1 – 7 Archivado el 23 de noviembre de 2020 en Wayback Machine. | PSV Eindhoven    | Stadion Galgenwaard          | 24 de septiembre | 12:30   |
| Ajax            | 1 – 2 Archivado el 1 de diciembre de 2017 en Wayback Machine.  | Vitesse          | Amsterdam ArenA              | 24 de septiembre | 14:30   |
| Groningen       | 1 – 0 Archivado el 1 de diciembre de 2017 en Wayback Machine.  | Twente           | Noordlease Stadion           | 24 de septiembre | 14:30   |
| VVV-Venlo       | 1 – 1 Archivado el 1 de diciembre de 2017 en Wayback Machine.  | PEC Zwolle       | Seacon Stadion - De Koel     | 24 de septiembre | 14:30   |
| AZ Alkmaar      | 0 – 2 Archivado el 1 de diciembre de 2017 en Wayback Machine.  | Excelsior        | AFAS Stadion                 | 24 de septiembre | 16:45   |

| Fecha 7          | Fecha 7                                                       | Fecha 7         | Fecha 7                      | Fecha 7          | Fecha 7 |
| Local            | Resultado                                                     | Visitante       | Estadio                      | Fecha            | Hora    |
| ---------------- | ------------------------------------------------------------- | --------------- | ---------------------------- | ---------------- | ------- |
| Twente           | 2 – 1 Archivado el 1 de diciembre de 2017 en Wayback Machine. | Heracles Almelo | De Grolsch Veste             | 29 de septiembre | 20:00   |
| NAC Breda        | 0 – 1 Archivado el 1 de diciembre de 2017 en Wayback Machine. | ADO Den Haag    | Rat Verlegh Stadion          | 30 de septiembre | 18:30   |
| PEC Zwolle       | 3 – 2 Archivado el 1 de diciembre de 2017 en Wayback Machine. | Groningen       | MAC³PARK Stadion             | 30 de septiembre | 19:45   |
| PSV Eindhoven    | 4 – 0 Archivado el 1 de diciembre de 2017 en Wayback Machine. | Willem II       | Philips Stadion              | 30 de septiembre | 19:45   |
| Excelsior        | 0 – 2 Archivado el 1 de diciembre de 2017 en Wayback Machine. | VVV-Venlo       | Van Donge & De Roo Stadion   | 30 de septiembre | 20:45   |
| AZ Alkmaar       | 0 – 4 Archivado el 1 de diciembre de 2017 en Wayback Machine. | Feyenoord       | AFAS Stadion                 | 1 de octubre     | 12:30   |
| Heerenveen       | 0 – 4 Archivado el 1 de diciembre de 2017 en Wayback Machine. | Ajax            | Abe Lenstra Stadion          | 1 de octubre     | 14:30   |
| Vitesse          | 1 – 1 Archivado el 1 de diciembre de 2017 en Wayback Machine. | Utrecht         | GelreDome                    | 1 de octubre     | 14:30   |
| Sparta Rotterdam | 1 – 2 Archivado el 1 de diciembre de 2017 en Wayback Machine. | Roda JC         | Sparta Stadion - Het Kasteel | 1 de octubre     | 16:45   |

| Fecha 8         | Fecha 8                                                       | Fecha 8          | Fecha 8                      | Fecha 8       | Fecha 8 |
| Local           | Resultado                                                     | Visitante        | Estadio                      | Fecha         | Hora    |
| --------------- | ------------------------------------------------------------- | ---------------- | ---------------------------- | ------------- | ------- |
| Ajax            | 4 – 0 Archivado el 1 de diciembre de 2017 en Wayback Machine. | Sparta Rotterdam | Amsterdam ArenA              | 14 de octubre | 18:30   |
| Roda JC         | 1 – 0 Archivado el 1 de diciembre de 2017 en Wayback Machine. | NAC Breda        | Parkstad Limburg Stadion     | 14 de octubre | 18:30   |
| Feyenoord       | 0 – 0 Archivado el 1 de diciembre de 2017 en Wayback Machine. | PEC Zwolle       | Stadion Feijenoord - De Kuip | 14 de octubre | 20:45   |
| Utrecht         | 3 – 1 Archivado el 1 de diciembre de 2017 en Wayback Machine. | Heerenveen       | Stadion Galgenwaard          | 14 de octubre | 20:45   |
| Heracles Almelo | 1 – 1 Archivado el 1 de diciembre de 2017 en Wayback Machine. | Vitesse          | Polman Stadion               | 15 de octubre | 12:30   |
| Willem II       | 3 – 1 Archivado el 1 de diciembre de 2017 en Wayback Machine. | Twente           | Koning Willem II Stadion     | 15 de octubre | 14:30   |
| Groningen       | 1 – 1 Archivado el 1 de diciembre de 2017 en Wayback Machine. | AZ Alkmaar       | Noordlease Stadion           | 15 de octubre | 14:30   |
| VVV-Venlo       | 2 – 5 Archivado el 1 de diciembre de 2017 en Wayback Machine. | PSV Eindhoven    | Seacon Stadion - De Koel     | 15 de octubre | 14:30   |
| ADO Den Haag    | 1 – 2 Archivado el 1 de diciembre de 2017 en Wayback Machine. | Excelsior        | Cars Jeans Stadion           | 15 de octubre | 16:45   |

| Fecha 9       | Fecha 9                                                       | Fecha 9          | Fecha 9                      | Fecha 9       | Fecha 9 |
| Local         | Resultado                                                     | Visitante        | Estadio                      | Fecha         | Hora    |
| ------------- | ------------------------------------------------------------- | ---------------- | ---------------------------- | ------------- | ------- |
| Groningen     | 0 – 1 Archivado el 1 de diciembre de 2017 en Wayback Machine. | Willem II        | Noordlease Stadion           | 20 de octubre | 20:00   |
| NAC Breda     | 0 – 2 Archivado el 1 de diciembre de 2017 en Wayback Machine. | PEC Zwolle       | Rat Verlegh Stadion          | 21 de octubre | 18:30   |
| VVV-Venlo     | 0 – 2 Archivado el 1 de diciembre de 2017 en Wayback Machine. | ADO Den Haag     | Seacon Stadion - De Koel     | 21 de octubre | 19:45   |
| Excelsior     | 1 – 1 Archivado el 1 de diciembre de 2017 en Wayback Machine. | Sparta Rotterdam | Van Donge & De Roo Stadion   | 21 de octubre | 19:45   |
| Twente        | 3 – 0 Archivado el 1 de diciembre de 2017 en Wayback Machine. | Roda JC          | De Grolsch Veste             | 21 de octubre | 20:45   |
| PSV Eindhoven | 3 – 0 Archivado el 1 de diciembre de 2017 en Wayback Machine. | Heracles Almelo  | Philips Stadion              | 22 de octubre | 12:30   |
| AZ Alkmaar    | 3 – 0 Archivado el 1 de diciembre de 2017 en Wayback Machine. | Utrecht          | AFAS Stadion                 | 22 de octubre | 14:30   |
| Feyenoord     | 1 – 4 Archivado el 1 de diciembre de 2017 en Wayback Machine. | Ajax             | Stadion Feijenoord - De Kuip | 22 de octubre | 14:30   |
| Heerenveen    | 0 – 4 Archivado el 1 de diciembre de 2017 en Wayback Machine. | Vitesse          | Abe Lenstra Stadion          | 22 de octubre | 16:45   |

| Fecha 10         | Fecha 10                                                      | Fecha 10      | Fecha 10                     | Fecha 10      | Fecha 10 |
| Local            | Resultado                                                     | Visitante     | Estadio                      | Fecha         | Hora     |
| ---------------- | ------------------------------------------------------------- | ------------- | ---------------------------- | ------------- | -------- |
| Twente           | 1 – 3 Archivado el 1 de diciembre de 2017 en Wayback Machine. | Excelsior     | De Grolsch Veste             | 27 de octubre | 20:00    |
| Roda JC          | 1 – 1 Archivado el 1 de diciembre de 2017 en Wayback Machine. | Feyenoord     | Parkstad Limburg Stadion     | 28 de octubre | 18:30    |
| Heracles Almelo  | 3 – 0 Archivado el 1 de diciembre de 2017 en Wayback Machine. | VVV-Venlo     | Polman Stadion               | 28 de octubre | 18:30    |
| Willem II        | 1 – 3 Archivado el 1 de diciembre de 2017 en Wayback Machine. | Ajax          | Koning Willem II Stadion     | 28 de octubre | 20:45    |
| PEC Zwolle       | 2 – 0 Archivado el 1 de diciembre de 2017 en Wayback Machine. | ADO Den Haag  | MAC³PARK Stadion             | 28 de octubre | 20:45    |
| Vitesse          | 2 – 4 Archivado el 1 de diciembre de 2017 en Wayback Machine. | PSV Eindhoven | GelreDome                    | 29 de octubre | 12:30    |
| Sparta Rotterdam | 2 – 1 Archivado el 1 de diciembre de 2017 en Wayback Machine. | Groningen     | Sparta Stadion - Het Kasteel | 29 de octubre | 14:30    |
| Utrecht          | 2 – 2 Archivado el 1 de diciembre de 2017 en Wayback Machine. | NAC Breda     | Stadion Galgenwaard          | 29 de octubre | 14:30    |
| Heerenveen       | 1 – 2 Archivado el 1 de diciembre de 2017 en Wayback Machine. | AZ Alkmaar    | Abe Lenstra Stadion          | 29 de octubre | 16:45    |

| Fecha 11         | Fecha 11                                                      | Fecha 11   | Fecha 11                     | Fecha 11       | Fecha 11 |
| Local            | Resultado                                                     | Visitante  | Estadio                      | Fecha          | Hora     |
| ---------------- | ------------------------------------------------------------- | ---------- | ---------------------------- | -------------- | -------- |
| Sparta Rotterdam | 0 – 0 Archivado el 1 de diciembre de 2017 en Wayback Machine. | Heerenveen | Sparta Stadion - Het Kasteel | 3 de noviembre | 20:00    |
| AZ Alkmaar       | 3 – 2 Archivado el 1 de diciembre de 2017 en Wayback Machine. | Willem II  | AFAS Stadion                 | 4 de noviembre | 18:30    |
| Heracles Almelo  | 2 – 1 Archivado el 1 de diciembre de 2017 en Wayback Machine. | Groningen  | Polman Stadion               | 4 de noviembre | 19:45    |
| Excelsior        | 1 – 0 Archivado el 1 de diciembre de 2017 en Wayback Machine. | Roda JC    | Van Donge & De Roo Stadion   | 4 de noviembre | 19:45    |
| VVV-Venlo        | 0 – 0 Archivado el 1 de diciembre de 2017 en Wayback Machine. | NAC Breda  | Seacon Stadion - De Koel     | 4 de noviembre | 20:45    |
| ADO Den Haag     | 2 – 2 Archivado el 1 de diciembre de 2017 en Wayback Machine. | Feyenoord  | Cars Jeans Stadion           | 5 de noviembre | 12:30    |
| Ajax             | 1 – 2 Archivado el 1 de diciembre de 2017 en Wayback Machine. | Utrecht    | Amsterdam ArenA              | 5 de noviembre | 14:30    |
| Vitesse          | 0 – 0 Archivado el 1 de diciembre de 2017 en Wayback Machine. | PEC Zwolle | GelreDome                    | 5 de noviembre | 14:30    |
| PSV Eindhoven    | 4 – 3 Archivado el 1 de diciembre de 2017 en Wayback Machine. | Twente     | Philips Stadion              | 5 de noviembre | 16:45    |

| Fecha 12     | Fecha 12                                                      | Fecha 12         | Fecha 12                     | Fecha 12        | Fecha 12 |
| Local        | Resultado                                                     | Visitante        | Estadio                      | Fecha           | Hora     |
| ------------ | ------------------------------------------------------------- | ---------------- | ---------------------------- | --------------- | -------- |
| Twente       | 0 – 4 Archivado el 1 de diciembre de 2017 en Wayback Machine. | Heerenveen       | De Grolsch Veste             | 18 de noviembre | 18:30    |
| Feyenoord    | 1 – 1 Archivado el 1 de diciembre de 2017 en Wayback Machine. | VVV-Venlo        | Stadion Feijenoord - De Kuip | 18 de noviembre | 18:30    |
| Willem II    | 2 – 2 Archivado el 1 de diciembre de 2017 en Wayback Machine. | Sparta Rotterdam | Koning Willem II Stadion     | 18 de noviembre | 20:45    |
| NAC Breda    | 0 – 8 Archivado el 30 de octubre de 2020 en Wayback Machine.  | Ajax             | Rat Verlegh Stadion          | 18 de noviembre | 20:45    |
| ADO Den Haag | 4 – 1 Archivado el 1 de diciembre de 2017 en Wayback Machine. | Heracles Almelo  | Cars Jeans Stadion           | 19 de noviembre | 12:30    |
| PEC Zwolle   | 0 – 1 Archivado el 1 de diciembre de 2017 en Wayback Machine. | PSV Eindhoven    | MAC³PARK Stadion             | 19 de noviembre | 14:30    |
| Groningen    | 4 – 2 Archivado el 26 de enero de 2021 en Wayback Machine.    | Vitesse          | Noordlease Stadion           | 19 de noviembre | 14:30    |
| Utrecht      | 3 – 1 Archivado el 1 de diciembre de 2017 en Wayback Machine. | Excelsior        | Stadion Galgenwaard          | 19 de noviembre | 14:30    |
| Roda JC      | 0 – 1 Archivado el 1 de diciembre de 2017 en Wayback Machine. | AZ Alkmaar       | Parkstad Limburg Stadion     | 19 de noviembre | 16:45    |

| Fecha 13         | Fecha 13                                                       | Fecha 13      | Fecha 13                     | Fecha 13        | Fecha 13 |
| Local            | Resultado                                                      | Visitante     | Estadio                      | Fecha           | Hora     |
| ---------------- | -------------------------------------------------------------- | ------------- | ---------------------------- | --------------- | -------- |
| AZ Alkmaar       | 2 – 0 Archivado el 1 de diciembre de 2017 en Wayback Machine.  | Twente        | AFAS Stadion                 | 24 de noviembre | 20:00    |
| VVV-Venlo        | 3 – 3 Archivado el 24 de noviembre de 2020 en Wayback Machine. | Willem II     | Seacon Stadion - De Koel     | 25 de noviembre | 18:30    |
| Groningen        | 0 – 2 Archivado el 1 de diciembre de 2017 en Wayback Machine.  | Feyenoord     | Noordlease Stadion           | 25 de noviembre | 19:45    |
| Heracles Almelo  | 2 – 1 Archivado el 1 de diciembre de 2017 en Wayback Machine.  | NAC Breda     | Polman Stadion               | 25 de noviembre | 19:45    |
| Heerenveen       | 1 – 2 Archivado el 1 de diciembre de 2017 en Wayback Machine.  | PEC Zwolle    | Abe Lenstra Stadion          | 25 de noviembre | 20:45    |
| Ajax             | 5 – 1 Archivado el 21 de noviembre de 2020 en Wayback Machine. | Roda JC       | Amsterdam ArenA              | 26 de noviembre | 12:30    |
| Sparta Rotterdam | 1 – 3 Archivado el 1 de diciembre de 2017 en Wayback Machine.  | Utrecht       | Sparta Stadion - Het Kasteel | 26 de noviembre | 14:30    |
| Excelsior        | 1 – 2 Archivado el 1 de diciembre de 2017 en Wayback Machine.  | PSV Eindhoven | Van Donge & De Roo Stadion   | 26 de noviembre | 14:30    |
| Vitesse          | 2 – 0 Archivado el 1 de diciembre de 2017 en Wayback Machine.  | ADO Den Haag  | GelreDome                    | 26 de noviembre | 16:45    |

| Fecha 14      | Fecha 14                                                      | Fecha 14         | Fecha 14                     | Fecha 14       | Fecha 14 |
| Local         | Resultado                                                     | Visitante        | Estadio                      | Fecha          | Hora     |
| ------------- | ------------------------------------------------------------- | ---------------- | ---------------------------- | -------------- | -------- |
| PEC Zwolle    | 1 – 1 Archivado el 1 de diciembre de 2017 en Wayback Machine. | Utrecht          | MAC³PARK Stadion             | 1 de diciembre | 20:00    |
| ADO Den Haag  | 0 – 3 Archivado el 1 de diciembre de 2017 en Wayback Machine. | Groningen        | Cars Jeans Stadion           | 2 de diciembre | 18:30    |
| Twente        | 3 – 3 Archivado el 1 de diciembre de 2017 en Wayback Machine. | Ajax             | De Grolsch Veste             | 2 de diciembre | 18:30    |
| Feyenoord     | 1 – 0 Archivado el 1 de diciembre de 2017 en Wayback Machine. | Vitesse          | Stadion Feijenoord - De Kuip | 2 de diciembre | 20:45    |
| Willem II     | 3 – 1 Archivado el 1 de diciembre de 2017 en Wayback Machine. | Heracles Almelo  | Koning Willem II Stadion     | 2 de diciembre | 20:45    |
| VVV-Venlo     | 0 – 2 Archivado el 1 de diciembre de 2017 en Wayback Machine. | AZ Alkmaar       | Seacon Stadion - De Koel     | 3 de diciembre | 12:30    |
| Roda JC       | 2 – 1 Archivado el 1 de diciembre de 2017 en Wayback Machine. | Heerenveen       | Parkstad Limburg Stadion     | 3 de diciembre | 14:30    |
| PSV Eindhoven | 1 – 0 Archivado el 1 de diciembre de 2017 en Wayback Machine. | Sparta Rotterdam | Philips Stadion              | 3 de diciembre | 14:30    |
| NAC Breda     | 3 – 1 Archivado el 1 de diciembre de 2017 en Wayback Machine. | Excelsior        | Rat Verlegh Stadion          | 3 de diciembre | 16:45    |

| Fecha 15         | Fecha 15                                                      | Fecha 15        | Fecha 15                     | Fecha 15        | Fecha 15 |
| Local            | Resultado                                                     | Visitante       | Estadio                      | Fecha           | Hora     |
| ---------------- | ------------------------------------------------------------- | --------------- | ---------------------------- | --------------- | -------- |
| Willem II        | 1 – 1 Archivado el 1 de diciembre de 2017 en Wayback Machine. | NAC Breda       | Koning Willem II Stadion     | 8 de diciembre  | 20:00    |
| Heerenveen       | 2 – 2 Archivado el 1 de diciembre de 2017 en Wayback Machine. | VVV-Venlo       | Abe Lenstra Stadion          | 9 de diciembre  | 18:30    |
| AZ Alkmaar       | 5 – 0 Archivado el 1 de diciembre de 2017 en Wayback Machine. | Heracles Almelo | AFAS Stadion                 | 9 de diciembre  | 19:45    |
| Excelsior        | 1 – 2 Archivado el 1 de diciembre de 2017 en Wayback Machine. | PEC Zwolle      | Van Donge & De Roo Stadion   | 9 de diciembre  | 19:45    |
| Twente           | 2 – 3 Archivado el 1 de diciembre de 2017 en Wayback Machine. | ADO Den Haag    | De Grolsch Veste             | 9 de diciembre  | 20:45    |
| Roda JC          | 2 – 2 Archivado el 1 de diciembre de 2017 en Wayback Machine. | Groningen       | Parkstad Limburg Stadion     | 10 de diciembre | 12:30    |
| Ajax             | 3 – 0 Archivado el 1 de diciembre de 2017 en Wayback Machine. | PSV Eindhoven   | Amsterdam ArenA              | 10 de diciembre | 17:00    |
| Sparta Rotterdam | 0 – 1 Archivado el 1 de diciembre de 2017 en Wayback Machine. | Vitesse         | Sparta Stadion - Het Kasteel | 16 de enero     | 20:00    |
| Utrecht          | 1 – 1 Archivado el 1 de diciembre de 2017 en Wayback Machine. | Feyenoord       | Stadion Galgenwaard          | 24 de enero     | 20:00    |

| Fecha 16        | Fecha 16                                                      | Fecha 16         | Fecha 16                     | Fecha 16        | Fecha 16 |
| Local           | Resultado                                                     | Visitante        | Estadio                      | Fecha           | Hora     |
| --------------- | ------------------------------------------------------------- | ---------------- | ---------------------------- | --------------- | -------- |
| NAC Breda       | 1 – 2 Archivado el 1 de diciembre de 2017 en Wayback Machine. | Twente           | Rat Verlegh Stadion          | 12 de diciembre | 18:30    |
| PEC Zwolle      | 1 – 1 Archivado el 1 de diciembre de 2017 en Wayback Machine. | AZ Alkmaar       | MAC³PARK Stadion             | 12 de diciembre | 20:45    |
| Vitesse         | 2 – 2 Archivado el 1 de diciembre de 2017 en Wayback Machine. | Willem II        | GelreDome                    | 13 de diciembre | 18:30    |
| Groningen       | 3 – 3 Archivado el 1 de diciembre de 2017 en Wayback Machine. | PSV Eindhoven    | Noordlease Stadion           | 13 de diciembre | 18:30    |
| VVV-Venlo       | 0 – 1 Archivado el 1 de diciembre de 2017 en Wayback Machine. | Utrecht          | Seacon Stadion - De Koel     | 13 de diciembre | 19:45    |
| ADO Den Haag    | 3 – 2 Archivado el 1 de diciembre de 2017 en Wayback Machine. | Roda JC          | Cars Jeans Stadion           | 13 de diciembre | 20:45    |
| Feyenoord       | 1 – 1 Archivado el 1 de diciembre de 2017 en Wayback Machine. | Heerenveen       | Stadion Feijenoord - De Kuip | 13 de diciembre | 20:45    |
| Heracles Almelo | 3 – 2 Archivado el 1 de diciembre de 2017 en Wayback Machine. | Sparta Rotterdam | Polman Stadion               | 14 de diciembre | 18:30    |
| Ajax            | 3 – 1 Archivado el 1 de diciembre de 2017 en Wayback Machine. | Excelsior        | Amsterdam ArenA              | 14 de diciembre | 20:45    |

| Fecha 17         | Fecha 17                                                      | Fecha 17        | Fecha 17                     | Fecha 17        | Fecha 17 |
| Local            | Resultado                                                     | Visitante       | Estadio                      | Fecha           | Hora     |
| ---------------- | ------------------------------------------------------------- | --------------- | ---------------------------- | --------------- | -------- |
| Heerenveen       | 1 – 0 Archivado el 1 de diciembre de 2017 en Wayback Machine. | NAC Breda       | Abe Lenstra Stadion          | 16 de diciembre | 18:30    |
| Willem II        | 2 – 3 Archivado el 1 de diciembre de 2017 en Wayback Machine. | PEC Zwolle      | Koning Willem II Stadion     | 16 de diciembre | 18:30    |
| PSV Eindhoven    | 3 – 0 Archivado el 1 de diciembre de 2017 en Wayback Machine. | ADO Den Haag    | Philips Stadion              | 16 de diciembre | 19:45    |
| Twente           | 1 – 1 Archivado el 1 de diciembre de 2017 en Wayback Machine. | Vitesse         | De Grolsch Veste             | 16 de diciembre | 20:45    |
| Roda JC          | 0 – 1 Archivado el 1 de diciembre de 2017 en Wayback Machine. | VVV-Venlo       | Parkstad Limburg Stadion     | 16 de diciembre | 20:45    |
| Sparta Rotterdam | 0 – 7 Archivado el 1 de diciembre de 2017 en Wayback Machine. | Feyenoord       | Sparta Stadion - Het Kasteel | 17 de diciembre | 12:30    |
| AZ Alkmaar       | 1 – 2 Archivado el 1 de diciembre de 2017 en Wayback Machine. | Ajax            | AFAS Stadion                 | 17 de diciembre | 14:30    |
| Utrecht          | 1 – 1 Archivado el 1 de diciembre de 2017 en Wayback Machine. | Heracles Almelo | Stadion Galgenwaard          | 17 de diciembre | 14:30    |
| Excelsior        | 2 – 0 Archivado el 1 de diciembre de 2017 en Wayback Machine. | Groningen       | Van Donge & De Roo Stadion   | 17 de diciembre | 16:45    |

### Segunda vuelta
| Fecha 18      | Fecha 18                                                       | Fecha 18         | Fecha 18                     | Fecha 18        | Fecha 18 |
| Local         | Resultado                                                      | Visitante        | Estadio                      | Fecha           | Hora     |
| ------------- | -------------------------------------------------------------- | ---------------- | ---------------------------- | --------------- | -------- |
| ADO Den Haag  | 4 – 0 Archivado el 23 de diciembre de 2017 en Wayback Machine. | PEC Zwolle       | Cars Jeans Stadion           | 22 de diciembre | 20:00    |
| NAC Breda     | 3 – 1 Archivado el 23 de diciembre de 2017 en Wayback Machine. | Utrecht          | Rat Verlegh Stadion          | 23 de diciembre | 18:30    |
| AZ Alkmaar    | 3 – 1 Archivado el 23 de diciembre de 2017 en Wayback Machine. | Heerenveen       | AFAS Stadion                 | 23 de diciembre | 19:45    |
| PSV Eindhoven | 2 – 1 Archivado el 23 de diciembre de 2017 en Wayback Machine. | Vitesse          | Philips Stadion              | 23 de diciembre | 19:45    |
| Excelsior     | 0 – 0 Archivado el 23 de diciembre de 2017 en Wayback Machine. | Twente           | Van Donge & De Roo Stadion   | 23 de diciembre | 20:45    |
| Groningen     | 4 – 0 Archivado el 23 de diciembre de 2017 en Wayback Machine. | Sparta Rotterdam | Noordlease Stadion           | 24 de diciembre | 12:30    |
| Ajax          | 3 – 1 Archivado el 23 de diciembre de 2017 en Wayback Machine. | Willem II        | Amsterdam ArenA              | 24 de diciembre | 14:30    |
| VVV-Venlo     | 3 – 1 Archivado el 21 de noviembre de 2020 en Wayback Machine. | Heracles Almelo  | Seacon Stadion - De Koel     | 24 de diciembre | 14:30    |
| Feyenoord     | 5 – 1 Archivado el 23 de diciembre de 2017 en Wayback Machine. | Roda JC          | Stadion Feijenoord - De Kuip | 24 de diciembre | 16:45    |

| Fecha 19         | Fecha 19                                                   | Fecha 19      | Fecha 19                     | Fecha 19    | Fecha 19 |
| Local            | Resultado                                                  | Visitante     | Estadio                      | Fecha       | Hora     |
| ---------------- | ---------------------------------------------------------- | ------------- | ---------------------------- | ----------- | -------- |
| Utrecht          | 1 – 1 Archivado el 22 de enero de 2018 en Wayback Machine. | AZ Alkmaar    | Stadion Galgenwaard          | 19 de enero | 20:00    |
| Roda JC          | 1 – 1 Archivado el 22 de enero de 2018 en Wayback Machine. | Twente        | Parkstad Limburg Stadion     | 20 de enero | 18:30    |
| ADO Den Haag     | 1 – 1 Archivado el 22 de enero de 2018 en Wayback Machine. | VVV-Venlo     | Cars Jeans Stadion           | 20 de enero | 19:45    |
| PEC Zwolle       | 1 – 0 Archivado el 22 de enero de 2018 en Wayback Machine. | NAC Breda     | MAC³PARK Stadion             | 20 de enero | 19:45    |
| Vitesse          | 1 – 1 Archivado el 22 de enero de 2018 en Wayback Machine. | Heerenveen    | GelreDome                    | 20 de enero | 20:45    |
| Sparta Rotterdam | 2 – 3 Archivado el 22 de enero de 2018 en Wayback Machine. | Excelsior     | Sparta Stadion - Het Kasteel | 21 de enero | 12:30    |
| Ajax             | 2 – 0 Archivado el 22 de enero de 2018 en Wayback Machine. | Feyenoord     | Amsterdam ArenA              | 21 de enero | 14:30    |
| Willem II        | 1 – 1 Archivado el 22 de enero de 2018 en Wayback Machine. | Groningen     | Koning Willem II Stadion     | 21 de enero | 14:30    |
| Heracles Almelo  | 1 – 2 Archivado el 22 de enero de 2018 en Wayback Machine. | PSV Eindhoven | Polman Stadion               | 21 de enero | 16:45    |

| Fecha 20   | Fecha 20                                                   | Fecha 20         | Fecha 20                     | Fecha 20    | Fecha 20 |
| Local      | Resultado                                                  | Visitante        | Estadio                      | Fecha       | Hora     |
| ---------- | ---------------------------------------------------------- | ---------------- | ---------------------------- | ----------- | -------- |
| Heerenveen | 2 – 1 Archivado el 27 de enero de 2018 en Wayback Machine. | Sparta Rotterdam | Abe Lenstra Stadion          | 26 de enero | 20:00    |
| Groningen  | 3 – 3 Archivado el 27 de enero de 2018 en Wayback Machine. | Heracles Almelo  | Noordlease Stadion           | 27 de enero | 18:30    |
| Twente     | 0 – 2 Archivado el 27 de enero de 2018 en Wayback Machine. | PSV Eindhoven    | De Grolsch Veste             | 27 de enero | 19:45    |
| PEC Zwolle | 1 – 2 Archivado el 27 de enero de 2018 en Wayback Machine. | Vitesse          | MAC³PARK Stadion             | 27 de enero | 19:45    |
| NAC Breda  | 0 – 1 Archivado el 27 de enero de 2018 en Wayback Machine. | VVV-Venlo        | Rat Verlegh Stadion          | 27 de enero | 20:45    |
| Utrecht    | 0 – 0 Archivado el 27 de enero de 2018 en Wayback Machine. | Ajax             | Stadion Galgenwaard          | 28 de enero | 12:30    |
| Feyenoord  | 3 – 1 Archivado el 27 de enero de 2018 en Wayback Machine. | ADO Den Haag     | Stadion Feijenoord - De Kuip | 28 de enero | 14:30    |
| Roda JC    | 2 – 1 Archivado el 27 de enero de 2018 en Wayback Machine. | Excelsior        | Parkstad Limburg Stadion     | 28 de enero | 14:30    |
| Willem II  | 0 – 2 Archivado el 27 de enero de 2018 en Wayback Machine. | AZ Alkmaar       | Koning Willem II Stadion     | 28 de enero | 16:45    |

| Fecha 21         | Fecha 21                                                     | Fecha 21     | Fecha 21                     | Fecha 21     | Fecha 21 |
| Local            | Resultado                                                    | Visitante    | Estadio                      | Fecha        | Hora     |
| ---------------- | ------------------------------------------------------------ | ------------ | ---------------------------- | ------------ | -------- |
| Vitesse          | 2 – 0 Archivado el 4 de febrero de 2018 en Wayback Machine.  | Groningen    | GelreDome                    | 2 de febrero | 20:00    |
| Heerenveen       | 1 – 0 Archivado el 4 de febrero de 2018 en Wayback Machine.  | Twente       | Abe Lenstra Stadion          | 3 de febrero | 18:30    |
| PSV Eindhoven    | 4 – 0 Archivado el 30 de octubre de 2020 en Wayback Machine. | PEC Zwolle   | Philips Stadion              | 3 de febrero | 19:45    |
| Heracles Almelo  | 1 – 1 Archivado el 4 de febrero de 2018 en Wayback Machine.  | ADO Den Haag | Polman Stadion               | 3 de febrero | 20:45    |
| Excelsior        | 2 – 2 Archivado el 4 de febrero de 2018 en Wayback Machine.  | Utrecht      | Van Donge & De Roo Stadion   | 4 de febrero | 12:30    |
| AZ Alkmaar       | 2 – 2 Archivado el 4 de febrero de 2018 en Wayback Machine.  | Roda JC      | AFAS Stadion                 | 4 de febrero | 14:30    |
| VVV-Venlo        | 1 – 0 Archivado el 4 de febrero de 2018 en Wayback Machine.  | Feyenoord    | Seacon Stadion - De Koel     | 4 de febrero | 14:30    |
| Sparta Rotterdam | 1 – 0 Archivado el 4 de febrero de 2018 en Wayback Machine.  | Willem II    | Sparta Stadion - Het Kasteel | 4 de febrero | 14:30    |
| Ajax             | 3 – 1 Archivado el 4 de febrero de 2018 en Wayback Machine.  | NAC Breda    | Amsterdam ArenA              | 4 de febrero | 16:45    |

| Fecha 22      | Fecha 22                                                                                                | Fecha 22         | Fecha 22                     | Fecha 22     | Fecha 22 |
| Local         | Resultado                                                                                               | Visitante        | Estadio                      | Fecha        | Hora     |
| ------------- | --- | ---------------- | ---------------------------- | ------------ | -------- |
| PEC Zwolle    | 3 – 2 Archivado el 8 de febrero de 2018 en Wayback Machine.                                             | Heerenveen       | MAC³PARK Stadion             | 6 de febrero | 20:45    |
| Twente        | 0 – 4 Archivado el 8 de febrero de 2018 en Wayback Machine.                                             | AZ Alkmaar       | De Grolsch Veste             | 7 de febrero | 18:30    |
| PSV Eindhoven | 1 – 0 Archivado el 8 de febrero de 2018 en Wayback Machine.                                             | Excelsior        | Philips Stadion              | 7 de febrero | 18:30    |
| Utrecht       | 1 – 0 Archivado el 8 de febrero de 2018 en Wayback Machine.                                             | Sparta Rotterdam | Stadion Galgenwaard          | 7 de febrero | 18:30    |
| Willem II     | 3 – 0 (enlace roto disponible en Internet Archive; véase el historial, la primera versión y la última). | VVV-Venlo        | Koning Willem II Stadion     | 7 de febrero | 20:45    |
| Roda JC       | 2 – 4 Archivado el 8 de febrero de 2018 en Wayback Machine.                                             | Ajax             | Parkstad Limburg Stadion     | 7 de febrero | 20:45    |
| NAC Breda     | 6 – 1 Archivado el 8 de febrero de 2018 en Wayback Machine.                                             | Heracles Almelo  | Rat Verlegh Stadion          | 7 de febrero | 20:45    |
| ADO Den Haag  | 1 – 0 Archivado el 8 de febrero de 2018 en Wayback Machine.                                             | Vitesse          | Cars Jeans Stadion           | 8 de febrero | 18:30    |
| Feyenoord     | 3 – 0 Archivado el 8 de febrero de 2018 en Wayback Machine.                                             | Groningen        | Stadion Feijenoord - De Kuip | 8 de febrero | 20:45    |

| Fecha 23         | Fecha 23                                                     | Fecha 23      | Fecha 23                     | Fecha 23      | Fecha 23 |
| Local            | Resultado                                                    | Visitante     | Estadio                      | Fecha         | Hora     |
| ---------------- | ------------------------------------------------------------ | ------------- | ---------------------------- | ------------- | -------- |
| Heracles Almelo  | 1 – 0 Archivado el 11 de febrero de 2018 en Wayback Machine. | Willem II     | Polman Stadion               | 10 de febrero | 18:30    |
| Utrecht          | 2 – 1 Archivado el 11 de febrero de 2018 en Wayback Machine. | PEC Zwolle    | Stadion Galgenwaard          | 10 de febrero | 18:30    |
| Sparta Rotterdam | 1 – 2 Archivado el 11 de febrero de 2018 en Wayback Machine. | PSV Eindhoven | Sparta Stadion - Het Kasteel | 10 de febrero | 19:45    |
| Heerenveen       | 1 – 1 Archivado el 11 de febrero de 2018 en Wayback Machine. | Roda JC       | Abe Lenstra Stadion          | 10 de febrero | 20:45    |
| AZ Alkmaar       | 0 – 0 Archivado el 11 de febrero de 2018 en Wayback Machine. | VVV-Venlo     | AFAS Stadion                 | 10 de febrero | 20:45    |
| Ajax             | 2 – 1 Archivado el 12 de febrero de 2018 en Wayback Machine. | Twente        | Amsterdam ArenA              | 11 de febrero | 12:30    |
| Vitesse          | 3 – 1 Archivado el 11 de febrero de 2018 en Wayback Machine. | Feyenoord     | GelreDome                    | 11 de febrero | 14:30    |
| Excelsior        | 0 – 0 Archivado el 11 de febrero de 2018 en Wayback Machine. | NAC Breda     | Van Donge & De Roo Stadion   | 11 de febrero | 14:30    |
| Groningen        | 0 – 0 Archivado el 11 de febrero de 2018 en Wayback Machine. | ADO Den Haag  | Noordlease Stadion           | 11 de febrero | 16:45    |

| Fecha 24      | Fecha 24                                                     | Fecha 24         | Fecha 24                     | Fecha 24      | Fecha 24 |
| Local         | Resultado                                                    | Visitante        | Estadio                      | Fecha         | Hora     |
| ------------- | ------------------------------------------------------------ | ---------------- | ---------------------------- | ------------- | -------- |
| VVV-Venlo     | 1 – 1 Archivado el 19 de febrero de 2018 en Wayback Machine. | Groningen        | Seacon Stadion - De Koel     | 16 de febrero | 20:00    |
| Vitesse       | 1 – 2 Archivado el 19 de febrero de 2018 en Wayback Machine. | Excelsior        | GelreDome                    | 17 de febrero | 18:30    |
| PSV Eindhoven | 2 – 2 Archivado el 19 de febrero de 2018 en Wayback Machine. | Heerenveen       | Philips Stadion              | 17 de febrero | 19:45    |
| NAC Breda     | 1 – 3 Archivado el 19 de febrero de 2018 en Wayback Machine. | AZ Alkmaar       | Rat Verlegh Stadion          | 17 de febrero | 19:45    |
| ADO Den Haag  | 2 – 1 Archivado el 19 de febrero de 2018 en Wayback Machine. | Willem II        | Cars Jeans Stadion           | 17 de febrero | 20:45    |
| Roda JC       | 1 – 4 Archivado el 19 de febrero de 2018 en Wayback Machine. | Utrecht          | Parkstad Limburg Stadion     | 18 de febrero | 12:30    |
| Twente        | 1 – 1 Archivado el 19 de febrero de 2018 en Wayback Machine. | Sparta Rotterdam | De Grolsch Veste             | 18 de febrero | 14:30    |
| Feyenoord     | 1 – 0 Archivado el 19 de febrero de 2018 en Wayback Machine. | Heracles Almelo  | Stadion Feijenoord - De Kuip | 18 de febrero | 14:30    |
| PEC Zwolle    | 0 – 1 Archivado el 19 de febrero de 2018 en Wayback Machine. | Ajax             | MAC³PARK Stadion             | 18 de febrero | 16:45    |

| Fecha 25        | Fecha 25                                                     | Fecha 25         | Fecha 25                     | Fecha 25      | Fecha 25 |
| Local           | Resultado                                                    | Visitante        | Estadio                      | Fecha         | Hora     |
| --------------- | ------------------------------------------------------------ | ---------------- | ---------------------------- | ------------- | -------- |
| Groningen       | 1 – 1 Archivado el 26 de febrero de 2018 en Wayback Machine. | NAC Breda        | Noordlease Stadion           | 23 de febrero | 20:00    |
| AZ Alkmaar      | 2 – 1 Archivado el 26 de febrero de 2018 en Wayback Machine. | Sparta Rotterdam | AFAS Stadion                 | 24 de febrero | 18:30    |
| Heerenveen      | 0 – 1 Archivado el 26 de febrero de 2018 en Wayback Machine. | Excelsior        | Abe Lenstra Stadion          | 24 de febrero | 19:45    |
| Heracles Almelo | 2 – 1 Archivado el 26 de febrero de 2018 en Wayback Machine. | PEC Zwolle       | Polman Stadion               | 24 de febrero | 19:45    |
| VVV-Venlo       | 2 – 2 Archivado el 26 de febrero de 2018 en Wayback Machine. | Vitesse          | Seacon Stadion - De Koel     | 24 de febrero | 20:45    |
| Ajax            | 0 – 0 Archivado el 26 de febrero de 2018 en Wayback Machine. | ADO Den Haag     | Amsterdam ArenA              | 25 de febrero | 12:30    |
| Feyenoord       | 1 – 3 Archivado el 26 de febrero de 2018 en Wayback Machine. | PSV Eindhoven    | Stadion Feijenoord - De Kuip | 25 de febrero | 14:30    |
| Willem II       | 1 – 0 Archivado el 26 de febrero de 2018 en Wayback Machine. | Roda JC          | Koning Willem II Stadion     | 25 de febrero | 14:30    |
| Utrecht         | 3 – 1 Archivado el 26 de febrero de 2018 en Wayback Machine. | Twente           | Stadion Galgenwaard          | 25 de febrero | 16:45    |

| Fecha 26         | Fecha 26                                                   | Fecha 26        | Fecha 26                     | Fecha 26   | Fecha 26 |
| Local            | Resultado                                                  | Visitante       | Estadio                      | Fecha      | Hora     |
| ---------------- | ---------------------------------------------------------- | --------------- | ---------------------------- | ---------- | -------- |
| Roda JC          | 0 – 3 Archivado el 10 de marzo de 2018 en Wayback Machine. | Heracles Almelo | Parkstad Limburg Stadion     | 2 de marzo | 20:00    |
| PSV Eindhoven    | 3 – 0 Archivado el 10 de marzo de 2018 en Wayback Machine. | Utrecht         | Philips Stadion              | 3 de marzo | 18:30    |
| Excelsior        | 1 – 2 Archivado el 10 de marzo de 2018 en Wayback Machine. | AZ Alkmaar      | Van Donge & De Roo Stadion   | 3 de marzo | 18:30    |
| Heerenveen       | 2 – 0 Archivado el 10 de marzo de 2018 en Wayback Machine. | Willem II       | Abe Lenstra Stadion          | 3 de marzo | 20:45    |
| NAC Breda        | 2 – 1 Archivado el 10 de marzo de 2018 en Wayback Machine. | Feyenoord       | Rat Verlegh Stadion          | 3 de marzo | 20:45    |
| PEC Zwolle       | 1 – 1 Archivado el 10 de marzo de 2018 en Wayback Machine. | VVV-Venlo       | MAC³PARK Stadion             | 4 de marzo | 12:30    |
| Vitesse          | 3 – 2 Archivado el 10 de marzo de 2018 en Wayback Machine. | Ajax            | GelreDome                    | 4 de marzo | 14:30    |
| Sparta Rotterdam | 2 – 1 Archivado el 10 de marzo de 2018 en Wayback Machine. | ADO Den Haag    | Sparta Stadion - Het Kasteel | 4 de marzo | 14:30    |
| Twente           | 1 – 1 Archivado el 10 de marzo de 2018 en Wayback Machine. | Groningen       | De Grolsch Veste             | 4 de marzo | 16:45    |

| Fecha 27        | Fecha 27                                                                                                | Fecha 27         | Fecha 27                     | Fecha 27    | Fecha 27 |
| Local           | Resultado                                                                                               | Visitante        | Estadio                      | Fecha       | Hora     |
| --------------- | --- | ---------------- | ---------------------------- | ----------- | -------- |
| Heracles Almelo | 2 – 1 Archivado el 12 de marzo de 2018 en Wayback Machine.                                              | Twente           | Polman Stadion               | 9 de marzo  | 20:00    |
| ADO Den Haag    | 0 – 2 Archivado el 12 de marzo de 2018 en Wayback Machine.                                              | NAC Breda        | Cars Jeans Stadion           | 10 de marzo | 18:30    |
| Willem II       | 5 – 0 Archivado el 30 de octubre de 2020 en Wayback Machine.                                            | PSV Eindhoven    | Koning Willem II Stadion     | 10 de marzo | 19:45    |
| VVV-Venlo       | 2 – 3 (enlace roto disponible en Internet Archive; véase el historial, la primera versión y la última). | Excelsior        | Seacon Stadion - De Koel     | 10 de marzo | 19:45    |
| Roda JC         | 0 – 2 Archivado el 12 de marzo de 2018 en Wayback Machine.                                              | Sparta Rotterdam | Parkstad Limburg Stadion     | 10 de marzo | 20:45    |
| Groningen       | 2 – 0 Archivado el 12 de marzo de 2018 en Wayback Machine.                                              | PEC Zwolle       | Noordlease Stadion           | 11 de marzo | 12:30    |
| Ajax            | 4 – 1 (enlace roto disponible en Internet Archive; véase el historial, la primera versión y la última). | Heerenveen       | Amsterdam ArenA              | 11 de marzo | 14:30    |
| Utrecht         | 5 – 1 (enlace roto disponible en Internet Archive; véase el historial, la primera versión y la última). | Vitesse          | Stadion Galgenwaard          | 11 de marzo | 14:30    |
| Feyenoord       | 2 – 1 Archivado el 12 de marzo de 2018 en Wayback Machine.                                              | AZ Alkmaar       | Stadion Feijenoord - De Kuip | 11 de marzo | 16:45    |

| Fecha 28         | Fecha 28                                                   | Fecha 28        | Fecha 28                     | Fecha 28    | Fecha 28 |
| Local            | Resultado                                                  | Visitante       | Estadio                      | Fecha       | Hora     |
| ---------------- | ---------------------------------------------------------- | --------------- | ---------------------------- | ----------- | -------- |
| Excelsior        | 1 – 2 Archivado el 19 de marzo de 2018 en Wayback Machine. | ADO Den Haag    | Van Donge & De Roo Stadion   | 16 de marzo | 20:00    |
| Twente           | 2 – 2 Archivado el 19 de marzo de 2018 en Wayback Machine. | Willem II       | De Grolsch Veste             | 17 de marzo | 18:30    |
| Vitesse          | 0 – 0 Archivado el 19 de marzo de 2018 en Wayback Machine. | Heracles Almelo | GelreDome                    | 17 de marzo | 19:45    |
| PSV Eindhoven    | 3 – 0 Archivado el 19 de marzo de 2018 en Wayback Machine. | VVV-Venlo       | Philips Stadion              | 17 de marzo | 19:45    |
| Heerenveen       | 2 – 2 Archivado el 19 de marzo de 2018 en Wayback Machine. | Utrecht         | Abe Lenstra Stadion          | 17 de marzo | 20:45    |
| AZ Alkmaar       | 3 – 2 Archivado el 19 de marzo de 2018 en Wayback Machine. | Groningen       | AFAS Stadion                 | 18 de marzo | 12:30    |
| NAC Breda        | 0 – 1 Archivado el 19 de marzo de 2018 en Wayback Machine. | Roda JC         | Rat Verlegh Stadion          | 18 de marzo | 14:30    |
| Sparta Rotterdam | 2 – 5 Archivado el 19 de marzo de 2018 en Wayback Machine. | Ajax            | Sparta Stadion - Het Kasteel | 18 de marzo | 14:30    |
| PEC Zwolle       | 3 – 4 Archivado el 19 de marzo de 2018 en Wayback Machine. | Feyenoord       | MAC³PARK Stadion             | 18 de marzo | 16:45    |

| Fecha 29        | Fecha 29                                                                                                | Fecha 29         | Fecha 29                     | Fecha 29    | Fecha 29 |
| Local           | Resultado                                                                                               | Visitante        | Estadio                      | Fecha       | Hora     |
| --------------- | --- | ---------------- | ---------------------------- | ----------- | -------- |
| Vitesse         | 0 – 3 Archivado el 2 de abril de 2018 en Wayback Machine.                                               | Roda JC          | GelreDome                    | 31 de marzo | 18:30    |
| PEC Zwolle      | 2 – 0 Archivado el 2 de abril de 2018 en Wayback Machine.                                               | Sparta Rotterdam | MAC³PARK Stadion             | 31 de marzo | 18:30    |
| PSV Eindhoven   | 5 – 1 Archivado el 2 de abril de 2018 en Wayback Machine.                                               | NAC Breda        | Philips Stadion              | 31 de marzo | 19:45    |
| ADO Den Haag    | 0 – 3 (enlace roto disponible en Internet Archive; véase el historial, la primera versión y la última). | AZ Alkmaar       | Cars Jeans Stadion           | 31 de marzo | 20:45    |
| Willem II       | 3 – 2 Archivado el 2 de abril de 2018 en Wayback Machine.                                               | Utrecht          | Koning Willem II Stadion     | 31 de marzo | 20:45    |
| VVV-Venlo       | 0 – 0 Archivado el 2 de abril de 2018 en Wayback Machine.                                               | Twente           | Seacon Stadion - De Koel     | 1 de abril  | 12:30    |
| Groningen       | 1 – 2 Archivado el 2 de abril de 2018 en Wayback Machine.                                               | Ajax             | Noordlease Stadion           | 1 de abril  | 14:30    |
| Heracles Almelo | 1 – 2 Archivado el 2 de abril de 2018 en Wayback Machine.                                               | Heerenveen       | Polman Stadion               | 1 de abril  | 14:30    |
| Feyenoord       | 5 – 0 (enlace roto disponible en Internet Archive; véase el historial, la primera versión y la última). | Excelsior        | Stadion Feijenoord - De Kuip | 1 de abril  | 16:45    |

| Fecha 30         | Fecha 30                                                  | Fecha 30        | Fecha 30                     | Fecha 30   | Fecha 30 |
| Local            | Resultado                                                 | Visitante       | Estadio                      | Fecha      | Hora     |
| ---------------- | --------------------------------------------------------- | --------------- | ---------------------------- | ---------- | -------- |
| Excelsior        | 2 – 1 Archivado el 9 de abril de 2018 en Wayback Machine. | Willem II       | Van Donge & De Roo Stadion   | 6 de abril | 20:00    |
| NAC Breda        | 1 – 0 Archivado el 9 de abril de 2018 en Wayback Machine. | Vitesse         | Rat Verlegh Stadion          | 7 de abril | 18:30    |
| AZ Alkmaar       | 2 – 3 Archivado el 9 de abril de 2018 en Wayback Machine. | PSV Eindhoven   | AFAS Stadion                 | 7 de abril | 19:45    |
| Roda JC          | 3 – 2 Archivado el 9 de abril de 2018 en Wayback Machine. | PEC Zwolle      | Parkstad Limburg Stadion     | 7 de abril | 19:45    |
| Sparta Rotterdam | 3 – 2 Archivado el 9 de abril de 2018 en Wayback Machine. | VVV-Venlo       | Sparta Stadion - Het Kasteel | 7 de abril | 20:45    |
| Utrecht          | 3 – 3 Archivado el 9 de abril de 2018 en Wayback Machine. | ADO Den Haag    | Stadion Galgenwaard          | 8 de abril | 12:30    |
| Heerenveen       | 1 – 1 Archivado el 9 de abril de 2018 en Wayback Machine. | Groningen       | Abe Lenstra Stadion          | 8 de abril | 14:30    |
| Twente           | 1 – 3 Archivado el 9 de abril de 2018 en Wayback Machine. | Feyenoord       | De Grolsch Veste             | 8 de abril | 14:30    |
| Ajax             | 1 – 0 Archivado el 9 de abril de 2018 en Wayback Machine. | Heracles Almelo | Amsterdam ArenA              | 8 de abril | 16:45    |

| Fecha 31          | Fecha 31                                                   | Fecha 31         | Fecha 31                     | Fecha 31    | Fecha 31 |
| Local             | Resultado                                                  | Visitante        | Estadio                      | Fecha       | Hora     |
| ----------------- | ---------------------------------------------------------- | ---------------- | ---------------------------- | ----------- | -------- |
| Heracles Almelo   | 0 – 3 Archivado el 16 de abril de 2018 en Wayback Machine. | AZ Alkmaar       | Polman Stadion               | 13 de abril | 20:00    |
| ADO Den Haag      | 2 – 1 Archivado el 16 de abril de 2018 en Wayback Machine. | Twente           | Cars Jeans Stadion           | 14 de abril | 18:30    |
| Vitesse           | 7 – 0 Archivado el 16 de abril de 2018 en Wayback Machine. | Sparta Rotterdam | GelreDome                    | 14 de abril | 19:45    |
| VVV-Venlo         | 0 – 2 Archivado el 16 de abril de 2018 en Wayback Machine. | Heerenveen       | Seacon Stadion - De Koel     | 14 de abril | 19:45    |
| PEC Zwolle        | 1 – 1 Archivado el 16 de abril de 2018 en Wayback Machine. | Excelsior        | MAC³PARK Stadion             | 14 de abril | 20:45    |
| NAC Breda         | 1 – 2 Archivado el 16 de abril de 2018 en Wayback Machine. | Willem II        | Rat Verlegh Stadion          | 15 de abril | 12:30    |
| Feyenoord         | 3 – 1 Archivado el 16 de abril de 2018 en Wayback Machine. | Utrecht          | Stadion Feijenoord - De Kuip | 15 de abril | 14:30    |
| Groningen         | 2 – 1 Archivado el 16 de abril de 2018 en Wayback Machine. | Roda JC          | Noordlease Stadion           | 15 de abril | 14:30    |
| PSV Eindhoven (C) | 3 – 0 Archivado el 16 de abril de 2018 en Wayback Machine. | Ajax             | Philips Stadion              | 15 de abril | 16:45    |

| Fecha 32         | Fecha 32                                                       | Fecha 32        | Fecha 32                     | Fecha 32    | Fecha 32 |
| Local            | Resultado                                                      | Visitante       | Estadio                      | Fecha       | Hora     |
| ---------------- | -------------------------------------------------------------- | --------------- | ---------------------------- | ----------- | -------- |
| Twente           | 2 – 0 Archivado el 20 de abril de 2018 en Wayback Machine.     | PEC Zwolle      | De Grolsch Veste             | 17 de abril | 18:30    |
| Heerenveen       | 2 – 0 Archivado el 20 de abril de 2018 en Wayback Machine.     | ADO Den Haag    | Abe Lenstra Stadion          | 17 de abril | 20:45    |
| AZ Alkmaar       | 4 – 3 Archivado el 23 de noviembre de 2020 en Wayback Machine. | Vitesse         | AFAS Stadion                 | 18 de abril | 18:30    |
| Roda JC          | 2 – 2 Archivado el 20 de abril de 2018 en Wayback Machine.     | PSV Eindhoven   | Parkstad Limburg Stadion     | 18 de abril | 18:30    |
| Excelsior        | 2 – 2 Archivado el 20 de abril de 2018 en Wayback Machine.     | Heracles Almelo | Van Donge & De Roo Stadion   | 18 de abril | 19:45    |
| Willem II        | 1 – 5 Archivado el 20 de abril de 2018 en Wayback Machine.     | Feyenoord       | Koning Willem II Stadion     | 18 de abril | 20:45    |
| Sparta Rotterdam | 2 – 1 Archivado el 20 de abril de 2018 en Wayback Machine.     | NAC Breda       | Sparta Stadion - Het Kasteel | 18 de abril | 20:45    |
| Utrecht          | 1 – 1 Archivado el 20 de abril de 2018 en Wayback Machine.     | Groningen       | Stadion Galgenwaard          | 19 de abril | 18:30    |
| Ajax             | 4 – 1 Archivado el 20 de abril de 2018 en Wayback Machine.     | VVV-Venlo       | Amsterdam ArenA              | 19 de abril | 20:45    |

| Fecha 33        | Fecha 33                                                   | Fecha 33         | Fecha 33                     | Fecha 33    | Fecha 33 |
| Local           | Resultado                                                  | Visitante        | Estadio                      | Fecha       | Hora     |
| --------------- | ---------------------------------------------------------- | ---------------- | ---------------------------- | ----------- | -------- |
| Ajax            | 3 – 0 Archivado el 29 de abril de 2018 en Wayback Machine. | AZ Alkmaar       | Amsterdam ArenA              | 29 de abril | 14:30    |
| ADO Den Haag    | 3 – 3 Archivado el 29 de abril de 2018 en Wayback Machine. | PSV Eindhoven    | Cars Jeans Stadion           | 29 de abril | 14:30    |
| Feyenoord       | 3 – 1 Archivado el 29 de abril de 2018 en Wayback Machine. | Sparta Rotterdam | Stadion Feijenoord - De Kuip | 29 de abril | 14:30    |
| Vitesse         | 5 – 0 Archivado el 29 de abril de 2018 en Wayback Machine. | Twente           | GelreDome                    | 29 de abril | 14:30    |
| PEC Zwolle      | 0 – 1 Archivado el 29 de abril de 2018 en Wayback Machine. | Willem II        | MAC³PARK Stadion             | 29 de abril | 14:30    |
| Groningen       | 4 – 0 Archivado el 29 de abril de 2018 en Wayback Machine. | Excelsior        | Noordlease Stadion           | 29 de abril | 14:30    |
| Heracles Almelo | 2 – 2 Archivado el 29 de abril de 2018 en Wayback Machine. | Utrecht          | Polman Stadion               | 29 de abril | 14:30    |
| NAC Breda       | 3 – 0 Archivado el 29 de abril de 2018 en Wayback Machine. | Heerenveen       | Rat Verlegh Stadion          | 29 de abril | 14:30    |
| VVV-Venlo       | 1 – 4 Archivado el 29 de abril de 2018 en Wayback Machine. | Roda JC          | Seacon Stadion - De Koel     | 29 de abril | 14:30    |

| Fecha 34         | Fecha 34                                                                                                | Fecha 34        | Fecha 34                     | Fecha 34  | Fecha 34 |
| Local            | Resultado                                                                                               | Visitante       | Estadio                      | Fecha     | Hora     |
| ---------------- | --- | --------------- | ---------------------------- | --------- | -------- |
| Heerenveen       | 2 – 3 Archivado el 7 de mayo de 2018 en Wayback Machine.                                                | Feyenoord       | Abe Lenstra Stadion          | 6 de mayo | 14:30    |
| AZ Alkmaar       | 6 – 0 Archivado el 22 de noviembre de 2020 en Wayback Machine.                                          | PEC Zwolle      | AFAS Stadion                 | 6 de mayo | 14:30    |
| Twente           | 1 – 1 Archivado el 7 de mayo de 2018 en Wayback Machine.                                                | NAC Breda       | De Grolsch Veste             | 6 de mayo | 14:30    |
| Willem II        | 2 – 2 Archivado el 7 de mayo de 2018 en Wayback Machine.                                                | Vitesse         | Koning Willem II Stadion     | 6 de mayo | 14:30    |
| Roda JC          | 2 – 3 (enlace roto disponible en Internet Archive; véase el historial, la primera versión y la última). | ADO Den Haag    | Parkstad Limburg Stadion     | 6 de mayo | 14:30    |
| PSV Eindhoven    | 0 – 0 Archivado el 7 de mayo de 2018 en Wayback Machine.                                                | Groningen       | Philips Stadion              | 6 de mayo | 14:30    |
| Sparta Rotterdam | 2 – 5 Archivado el 7 de mayo de 2018 en Wayback Machine.                                                | Heracles Almelo | Sparta Stadion - Het Kasteel | 6 de mayo | 14:30    |
| Utrecht          | 1 – 0 Archivado el 7 de mayo de 2018 en Wayback Machine.                                                | VVV-Venlo       | Stadion Galgenwaard          | 6 de mayo | 14:30    |
| Excelsior        | 1 – 2 Archivado el 7 de mayo de 2018 en Wayback Machine.                                                | Ajax            | Van Donge & De Roo Stadion   | 6 de mayo | 14:30    |

|                                  |
| Campeón PSV Eindhoven 24º título |

## Estadísticas
| Pos.                                    | Jugador             | Equipo        | Part. | Anotado | Anotado · Penal | Prom. |
| --------------------------------------- | ------------------- | ------------- | ----- | ------- | --------------- | ----- |
| 1.                                      | Alireza Jahanbakhsh | AZ Alkmaar    | 33    | 21      | 4               | 0.64  |
| 2.                                      | Bjørn Johnsen       | ADO Den Haag  | 34    | 19      | 0               | 0.56  |
| 3.                                      | Steven Berghuis     | Feyenoord     | 31    | 18      | 0               | 0.58  |
| 3.                                      | Wout Weghorst       | AZ Alkmaar    | 31    | 18      | 2               | 0.58  |
| 5.                                      | Hirving Lozano      | PSV Eindhoven | 29    | 17      | 0               | 0.59  |
| 6.                                      | Fran Sol            | Willem II     | 32    | 16      | 2               | 0.5   |
| 7.                                      | Bryan Linssen       | Vitesse       | 33    | 15      | 0               | 0.45  |
| 8.                                      | Marco van Ginkel    | PSV Eindhoven | 28    | 14      | 9               | 0.5   |
| 8.                                      | Tim Matavž          | Vitesse       | 30    | 14      | 2               | 0.47  |
| 8.                                      | David Neres         | Ajax          | 32    | 14      | 0               | 0.44  |
| Última actualización: 6 de mayo de 2018 |                     |               |       |         |                 |       |

| Pos.                                    | Jugador               | Equipo          | Part. | Asistencias | Prom. |
| --------------------------------------- | --------------------- | --------------- | ----- | ----------- | ----- |
| 1.                                      | Hakim Ziyech          | Ajax            | 34    | 15          | 0.44  |
| 2.                                      | Brandley Kuwas        | Heracles Almelo | 30    | 13          | 0.43  |
| 3.                                      | Steven Berghuis       | Feyenoord       | 31    | 12          | 0.39  |
| 3.                                      | David Neres           | Ajax            | 32    | 12          | 0.38  |
| 3.                                      | Alireza Jahanbakhsh   | AZ Alkmaar      | 33    | 12          | 0.36  |
| 6.                                      | Abdenasser El Khayati | ADO Den Haag    | 32    | 11          | 0.34  |
| 7.                                      | Jens Toornstra        | Feyenoord       | 32    | 10          | 0.31  |
| 8.                                      | Hirving Lozano        | PSV Eindhoven   | 29    | 9           | 0.31  |
| 9.                                      | Zakaria Labyad        | Utrecht         | 29    | 8           | 0.28  |
| 9.                                      | Mason Mount           | Vitesse         | 29    | 8           | 0.28  |
| 9.                                      | Steven Bergwijn       | PSV Eindhoven   | 32    | 8           | 0.25  |
| Última actualización: 6 de mayo de 2018 |                       |                 |       |             |       |

## Datos y más estadísticas

### Récords de goles
- Primer gol de la temporada: Anotado por Cyriel Dessers, para el Utrecht contra el ADO Den Haag (11 de agosto de 2017).
- Último gol de la temporada:
- Gol más rápido:
- Gol más cercano al final del encuentro:

#### Tripletas o pókers
Aquí se encuentra la lista de tripletas o hat-tricks y póker de goles (en general, tres o más goles anotados por un jugador en un mismo encuentro) convertidos en la temporada.
| Nombre              | Club       | Goles                       | Rival           | Resultado | Fecha                    |
| ------------------- | ---------- | --------------------------- | --------------- | --------- | ------------------------ |
| Jürgen Locadia      | PSV        | 15' · 49' · 68' · 85' · 85' | Utrecht         | 7 – 1     | 24 de septiembre de 2017 |
| Donny van de Beek   | Ajax       | 18' · 27' · 75'             | NAC Breda       | 8 – 0     | 18 de noviembre de 2017  |
| Bartholomew Ogbeche | Willem II  | 62' · 74' · 90+2'           | VVV-Venlo       | 3 – 3     | 25 de noviembre de 2017  |
| Justin Kluivert     | Ajax       | 45' · 60' · 85'             | Roda JC         | 5 – 1     | 26 de noviembre de 2017  |
| Lennart Thy         | VVV-Venlo  | 17' · 54' · 76'             | Heracles Almelo | 3 – 1     | 24 de diciembre de 2017  |
| Luuk de Jong        | PSV        | 45+3' · 65' · 72'           | PEC Zwolle      | 4 – 0     | 3 de febrero de 2018     |
| Fran Sol            | Willem II  | 59' · 70' · 70' · 90' · 90' | PSV             | 5 – 0     | 10 de marzo de 2018      |
| Alireza Jahanbakhsh | AZ Alkmaar | 12' · 45+2' · 53'           | Vitesse         | 4 – 3     | 18 de abril de 2018      |
| Alireza Jahanbakhsh | AZ Alkmaar | 13' · 52' · 88'             | PEC Zwolle      | 6 – 0     | 6 de mayo de 2018        |

## Premios

### Galardones mensuales
La KNVB entrega unos premios mensuales a los mejores jugadores y a los nuevos talentos jóvenes apodados como «rookie».
| Mes        | Jugador del mes | Jugador del mes | Rookie del mes    | Rookie del mes |
| Mes        | Nombre          | Club            | Nombre            | Club           |
| ---------- | --------------- | --------------- | ----------------- | -------------- |
| Agosto     | Hirving Lozano  | PSV Eindhoven   | Denzel Dumfries   | Heerenveen     |
| Septiembre | Steven Berghuis | Feyenoord       | Angeliño          | NAC Breda      |
| Octubre    | Gastón Pereiro  | PSV Eindhoven   | David Neres       | Ajax           |
| Noviembre  | Zakaria Labyad  | Utrecht         | Donny van de Beek | Ajax           |
| Diciembre  | Steven Berghuis | Feyenoord       | Angeliño          | NAC Breda      |
| Enero      | Jonas Svensson  | AZ Alkmaar      | Mason Mount       | Vitesse        |
| Febrero    | Steven Berghuis | Feyenoord       | Angeliño          | NAC Breda      |
| Marzo      | Santiago Arias  | PSV Eindhoven   | Kostas Tsimikas   | Willem II      |
| Abril      | David Neres     | Ajax            | Angeliño          | NAC Breda      |

## Play-offs

### Play-off para Liga Europea
|  | Semifinales | Semifinales    | Semifinales | Semifinales | Semifinales |   |         | Final   | Final | Final | Final | Final |  |
|  |             |                |             |             |             |   |         |         |       |       |       |       |  |
|  |             |                |             |             |             |   |         |         |       |       |       |       |  |
|  | 1           | ADO Den Haag   | 2           | 1           | 3           |   |         |         |       |       |       |       |  |
|  | 1           | ADO Den Haag   | 2           | 1           | 3           |   |         |         |       |       |       |       |  |
|  | 4           | Vitesse        | 5           | 2           | 7           |   |         |         |       |       |       |       |  |
|  | 4           | Vitesse        | 5           | 2           | 7           |   | Vitesse | Vitesse | 3     | 2     | 5     |       |  |
|  |             |                |             |             |             |   | Vitesse | Vitesse | 3     | 2     | 5     |       |  |
|  |             |                | FC Utrecht  | FC Utrecht  | 2           | 1 | 3       |         |       |       |       |       |  |
|  | 3           | SC Heerenveen  | FC Utrecht  | FC Utrecht  | 2           | 1 | 3       | 4       | 1     | 5     |       |       |  |
|  | 3           | SC Heerenveen  |             |             |             |   |         | 4       | 1     | 5     |       |       |  |
|  | 2           | FC Utrecht (v) | 3           | 2           | 5           |   |         |         |       |       |       |       |  |
|  | 2           | FC Utrecht (v) | 3           | 2           | 5           |   |         |         |       |       |       |       |  |
|  |             |                |             |             |             |   |         |         |       |       |       |       |  |

#### Semifinales
| SC Heerenveen                                                                                | 4 – 3 | FC Utrecht    | Abe Lenstra Stadion | 9 de mayo  | 20:45 |
| FC Utrecht                                                                                   | 2 – 1 | SC Heerenveen | Stadion Galgenwaard | 12 de mayo | 20:45 |
| FC Utrecht avanza por la regla del gol de visitante. al igualar en el marcador global 5 – 5. |       |               |                     |            |       |

| ADO Den Haag                                   | 2 – 5 | Vitesse      | Cars Jeans Stadion | 9 de mayo  | 18:30 |
| Vitesse                                        | 2 – 1 | ADO Den Haag | GelreDome          | 12 de mayo | 18:30 |
| Vitesse avanza con un marcador global de 7 – 3 |       |              |                    |            |       |

#### Final
| Vitesse | 3 – 2 | FC Utrecht | GelreDome           | 15 de mayo | 20:45 |
| FC Utrecht | 1 – 2 | Vitesse    | Stadion Galgenwaard | 19 de mayo | 20:45 |
| Vitesse Clasifica a la Segunda ronda previa de la Liga Europa de la UEFA 2018-19 con un marcador global de 5 – 3 |       |            |                     |            |       |

### Play-offs de Ascenso/Descenso
|  | Primera Ronda     | Primera Ronda    | Primera Ronda    | Primera Ronda |             |   | Segunda Ronda | Segunda Ronda | Segunda Ronda | Segunda Ronda |  |  | Tercera Ronda | Tercera Ronda | Tercera Ronda | Tercera Ronda |
|  |                   |                  |                  |               |             |   |               |               |               |               |  |  |               |               |               |               |
|  |                   |                  |                  |               |             |   |               |               |               |               |  |  |               |               |               |               |
|  |                   |                  |                  |               |             |   |               |               |               |               |  |  |               |               |               |               |
|  |                   |                  |                  |               |             |   |               |               |               |               |  |  |               |               |               |               |
|  |                   |                  |                  |               |             |   |               |               |               |               |  |  |               |               |               |               |
|  |                   |                  |                  |               |             |   |               |               |               |               |  |  |               |               |               |               |
|  | FC Emmen          | 4                | 1                | 5             |             |   |               |               |               |               |  |  |               |               |               |               |
|  | FC Emmen          | 4                | 1                | 5             |             |   |               |               |               |               |  |  |               |               |               |               |
|  |                   |                  | NEC Nijmegen     | 0             | 4           | 4 |               |               |               |               |  |  |               |               |               |               |
|  |                   |                  | NEC Nijmegen     | 0             | 4           | 4 |               |               |               |               |  |  |               |               |               |               |
|  |                   |                  |                  |               |             |   |               |               |               |               |  |  |               |               |               |               |
|  |                   |                  |                  |               |             |   |               |               |               |               |  |  |               |               |               |               |
|  | FC Emmen          | 0                | 3                | 3             |             |   |               |               |               |               |  |  |               |               |               |               |
|  | FC Emmen          | 0                | 3                | 3             |             |   |               |               |               |               |  |  |               |               |               |               |
|  |                   | Sparta Rotterdam | 0                | 1             | 1           |   |               |               |               |               |  |  |               |               |               |               |
|  |                   | Sparta Rotterdam | 0                | 1             | 1           |   |               |               |               |               |  |  |               |               |               |               |
|  |                   |                  |                  |               |             |   |               |               |               |               |  |  |               |               |               |               |
|  |                   |                  |                  |               |             |   |               |               |               |               |  |  |               |               |               |               |
|  | FC Dordrecht      | 1                | 2                | 3             |             |   |               |               |               |               |  |  |               |               |               |               |
|  | FC Dordrecht      | 1                | 2                | 3             |             |   |               |               |               |               |  |  |               |               |               |               |
|  |                   |                  | Sparta Rotterdam | 2             | 2           | 4 |               |               |               |               |  |  |               |               |               |               |
|  | FC Dordrecht (p.) | 1                | Sparta Rotterdam | 2             | 2           | 4 | 4             | 5 (5)         |               |               |  |  |               |               |               |               |
|  | FC Dordrecht (p.) | 1                |                  |               |             |   | 4             | 5 (5)         |               |               |  |  |               |               |               |               |
|  | SC Cambuur        | 4                | 1                | 5 (3)         |             |   |               |               |               |               |  |  |               |               |               |               |
|  | SC Cambuur        | 4                | 1                | 5 (3)         |             |   |               |               |               |               |  |  |               |               |               |               |
|  |                   |                  |                  |               |             |   |               |               |               |               |  |  |               |               |               |               |
|  |                   |                  |                  |               |             |   |               |               |               |               |  |  |               |               |               |               |
|  | MVV Maastricht    | 1                | 2                | 3             |             |   |               |               |               |               |  |  |               |               |               |               |
|  | MVV Maastricht    | 1                | 2                | 3             |             |   |               |               |               |               |  |  |               |               |               |               |
|  | Almere City       | 3                | 3                | 6             |             |   |               |               |               |               |  |  |               |               |               |               |
|  | Almere City       | 3                | 3                | 6             | Almere City | 0 | 2             | 2             |               |               |  |  |               |               |               |               |
|  |                   |                  |                  |               | Almere City | 0 | 2             | 2             |               |               |  |  |               |               |               |               |
|  |                   |                  | Roda JC          | 0             | 1           | 1 |               |               |               |               |  |  |               |               |               |               |
|  |                   |                  | Roda JC          | 0             | 1           | 1 |               |               |               |               |  |  |               |               |               |               |
|  |                   |                  |                  |               |             |   |               |               |               |               |  |  |               |               |               |               |
|  |                   |                  |                  |               |             |   |               |               |               |               |  |  |               |               |               |               |
|  | Almere City       | 1                | 1                | 2             |             |   |               |               |               |               |  |  |               |               |               |               |
|  | Almere City       | 1                | 1                | 2             |             |   |               |               |               |               |  |  |               |               |               |               |
|  |                   | De Graafschap    | 1                | 2             | 3           |   |               |               |               |               |  |  |               |               |               |               |
|  |                   | De Graafschap    | 1                | 2             | 3           |   |               |               |               |               |  |  |               |               |               |               |
|  |                   |                  |                  |               |             |   |               |               |               |               |  |  |               |               |               |               |
|  |                   |                  |                  |               |             |   |               |               |               |               |  |  |               |               |               |               |
|  | Telstar           | 3                | 2                | 5             |             |   |               |               |               |               |  |  |               |               |               |               |
|  | Telstar           | 3                | 2                | 5             |             |   |               |               |               |               |  |  |               |               |               |               |
|  |                   |                  | De Graafschap    | 2             | 4           | 6 |               |               |               |               |  |  |               |               |               |               |
|  |                   |                  | De Graafschap    | 2             | 4           | 6 |               |               |               |               |  |  |               |               |               |               |
|  |                   |                  |                  |               |             |   |               |               |               |               |  |  |               |               |               |               |
|  |                   |                  |                  |               |             |   |               |               |               |               |  |  |               |               |               |               |
|  |                   |                  |                  |               |             |   |               |               |               |               |  |  |               |               |               |               |

#### Primera Ronda
| MVV Maastricht                                      | 1 – 3 | Almere City    | Stadion De Geusselt | 1 de mayo | 18:30 |
| Almere City                                         | 3 – 2 | MVV Maastricht | Yanmar Stadion      | 5 de mayo | 18:30 |
| Almere City avanza con un marcador global de 6 – 3. |       |                |                     |           |       |

| FC Dordrecht                                                                                                   | 1 – 4          | SC Cambuur   | Riwal Hoogwerkers Stadion | 1 de mayo | 20:45 |
| SC Cambuur | 1 – 4 (3:5 p.) | FC Dordrecht | Cambuurstadion            | 5 de mayo | 20:45 |
| FC Dordrecht avanza al ganar por 3 – 5 en la ronda de los penales, al igualar en el marcador global por 5 – 5. |                |              |                           |           |       |

#### Segunda Ronda
| Telstar                                               | 3 – 2 | De Graafschap | Rabobank IJmond Stadion | 10 de mayo | 12:30 |
| De Graafschap                                         | 4 – 2 | Telstar       | Stadion De Vijverberg   | 13 de mayo | 12:30 |
| De Graafschap avanza con un marcador global de 6 – 5. |       |               |                         |            |       |

| FC Emmen                                         | 4 – 0 | NEC Nijmegen | JENS Vesting   | 10 de mayo | 14:30 |
| NEC Nijmegen                                     | 4 – 1 | FC Emmen     | Goffertstadion | 13 de mayo | 14:30 |
| FC Emmen avanza con un marcador global de 5 – 4. |       |              |                |            |       |

| FC Dordrecht                                             | 1 – 2 | Sparta Rotterdam | Riwal Hoogwerkers Stadion    | 10 de mayo | 16:45 |
| Sparta Rotterdam                                         | 2 – 2 | FC Dordrecht     | Sparta Stadion - Het Kasteel | 13 de mayo | 16:45 |
| Sparta Rotterdam avanza con un marcador global de 4 – 3. |       |                  |                              |            |       |

| Almere City                                         | 0 – 0 | Roda JC     | Yanmar Stadion           | 10 de mayo | 20:00 |
| Roda JC                                             | 1 – 2 | Almere City | Parkstad Limburg Stadion | 13 de mayo | 20:00 |
| Almere City avanza con un marcador global de 2 – 1. |       |             |                          |            |       |

#### Tercera ronda
| FC Emmen                                                        | 0 – 0 | Sparta Rotterdam | JENS Vesting                 | 17 de mayo | 18:30 |
| Sparta Rotterdam                                                | 1 – 3 | 'FC Emmen        | Sparta Stadion - Het Kasteel | 20 de mayo | 14:30 |
| FC Emmen asciende a Eredivisie con un marcador global de 3 - 1. |       |                  |                              |            |       |

| Almere City                                                          | 1 – 1 | De Graafschap | Yanmar Stadion        | 17 de mayo | 20:45 |
| De Graafschap                                                        | 2 – 1 | Almere City   | Stadion De Vijverberg | 20 de mayo | 16:45 |
| De Graafschap asciende a Eredivisie con un marcador global de 3 - 2. |       |               |                       |            |       |